# Liste von Anhängern der NSDAP, die zwischen 1923 und 1933 bei tatsächlich oder angeblich politisch motivierten Gewalttaten zu Tode kamen
Diese Liste von Anhängern der NSDAP, die zwischen 1923 und 1933 bei tatsächlich oder angeblich politisch motivierten Gewalttaten zu Tode kamen, verzeichnet Angehörige der NSDAP, die in dem genannten Zeitraum bei Auseinandersetzungen mit politischen Gegnern oder der Obrigkeit oder bei politisch motivierten Anschlägen tödlich verletzt wurden. Außerdem nennt sie Mitglieder der angegliederten Verbände (SA, SS, HJ usw.) und Angehörige von Ersatzformationen der NSDAP während ihrer Verbotszeit in den Jahren 1923 bis 1925, wie dem Wehrverband Frontbann.

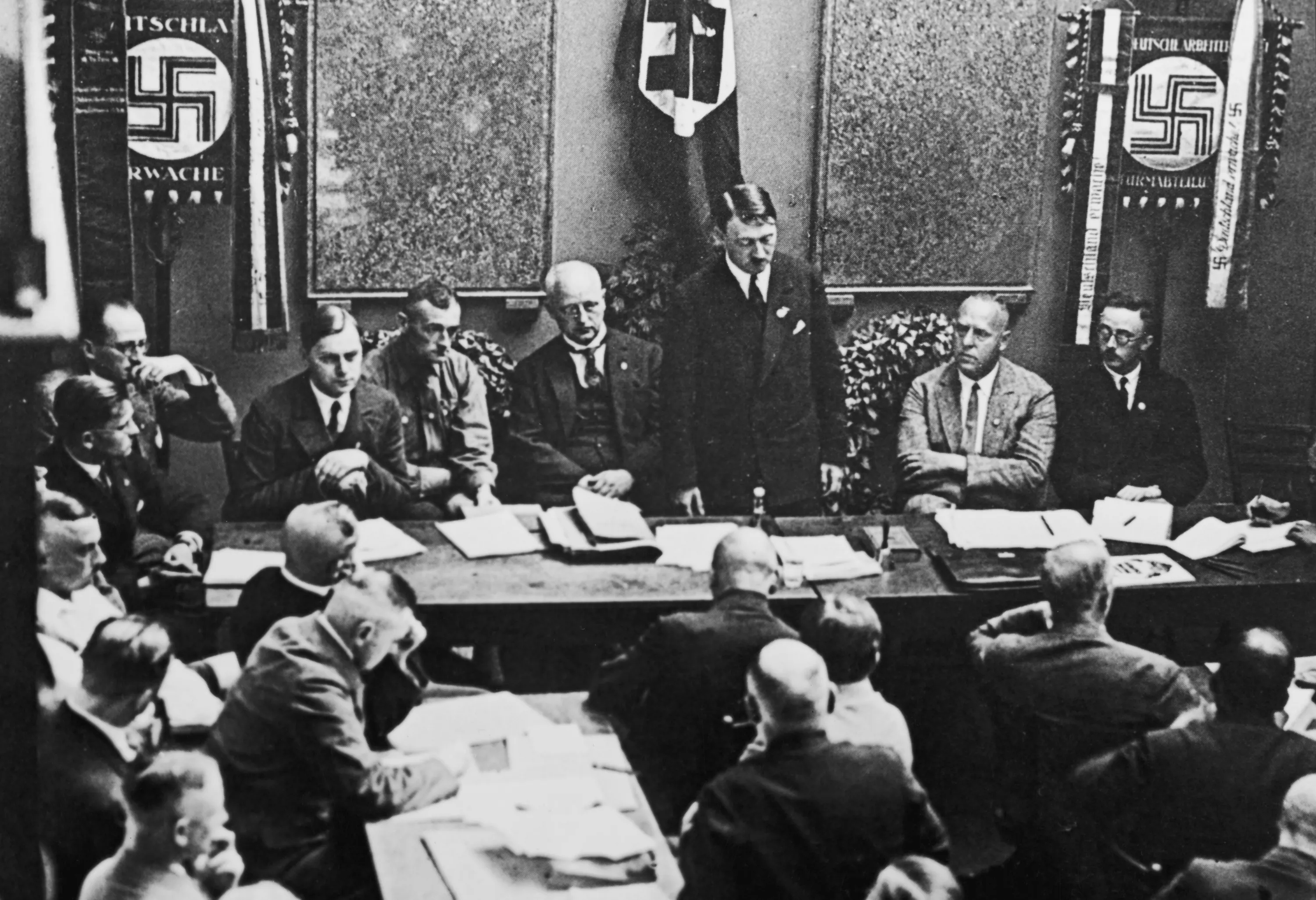
Parteikongress anlässlich der Neugründung der NSDAP im Februar 1925. Hinter Hitler hängt die so genannte Blutfahne der NSDAP, in welche die Namen von drei Teilnehmern des Hitlerputsches von 1923 eingestickt waren. Die Fahne diente dem Kult mit den Blutspuren dieser Pseudo-„Märtyrer“

## Hintergründe

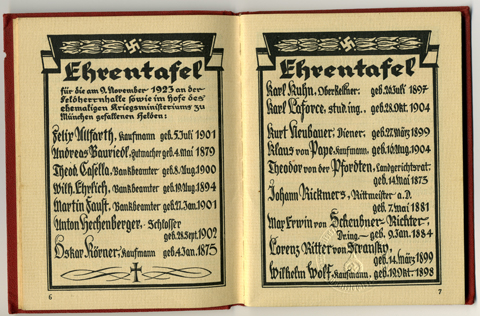
Parteibuch der NSDAP (Ausgabe 1935): „Ehrentafel“ für die sechzehn „gefallenen Helden“ des Hitler-Ludendorff-Putsches

### Grundlagen der Liste
Die Hauptgrundlage der späteren wissenschaftlichen Forschung über die „Märtyrer“ der nationalsozialistischen Bewegung ist, dem Institut für Zeitgeschichte zufolge, eine ab 1931 auf Weisung des Reichsschatzmeisters der NSDAP, Franz Xaver Schwarz, von der Hilfskasse der NSDAP geführte parteioffizielle „Ehrenliste der gefallenen Kämpfer der NSDAP“, die z. T. auch als „Ehrenliste der Blutopfer der Bewegung“ bezeichnet wurde. Auf dieser waren Personen verzeichnet, die, laut offizieller Lesart der Partei, „im Kampf für das Dritte Reich durch politische Gegner ermordet“ worden waren. Eine analoge Aufstellung der SA legte fest, dass nur solche Personen in die entsprechende SA-Liste aufgenommen werden durften, „bei denen die Todesursache nachweislich auf einen politischen Überfall zurückzuführen“ sei, während Fälle, in denen „der Tod infolge erlittener Unfälle oder Erkrankungen im Dienst der Partei eingetreten ist“, nicht für die Aufnahme in die Listen in Frage kämen. Dennoch wurden in der Realität auch zahlreiche Personen auf der offiziellen „Märtyrer“-Liste der Partei geführt und von der NS-Propaganda als „Opfer“ von gewaltsamen Übergriffen politischer Gegner ausgegeben, die in Wirklichkeit durch Krankheiten, Unfälle oder Suizid gestorben waren, die aus Versehen von eigenen „Parteigenossen“ getötet worden waren oder die bei unpolitischen Raufhändeln ums Leben gekommen waren. Die NSDAP vereinnahmte in ihrem Märtyrerkult zudem einige Personen als „Märtyrer“, bei denen es nicht erwiesen ist, ob diese tatsächlich in einer Beziehung zur NSDAP standen, bzw. bei denen dies sogar widerlegt worden ist.
Zahlenangaben der späteren Fachliteratur zu den tatsächlich oder angeblich im politischen „Kampf“ umgekommenen NS-Anhängern sowie Zusammenstellungen dieser Personen durch die Fachliteratur stützen sich in der Regel auf die offizielle Partei-„Ehrenliste“ mit den kanonisierten „Blutopfern“.
Daniel Siemens zufolge sind auf der Ehrenliste für das Jahr 1928 fünf, für das Jahr 1929 zehn, für das Jahr 1930 siebzehn und für das Jahr 1932 siebenundachtzig offizielle Tote verzeichnet. Sven Reichardt konnte für seine vergleichende Studie des italienischen Faschismus und des deutschen Nationalsozialismus Altersangaben von 137 NS-Märtyrern (darunter 104 SA-Männern) eruieren und kam dabei auf ein durchschnittliches Sterbealter der „NS-Märtyrer“ von 27,05 Jahren und der SA-Männer unter den NS-Märtyrern von 24,5 Jahren.
Gelegentlich wurde die „Ehrenliste“ nachträglich um einzelne Einträge für bestimmte Jahre ergänzt, indem bestimmte Personen rückwirkend in sie aufgenommen wurden: Hintergrund solcher Ergänzungen war, dass einzelne Landesgruppen der NSDAP oder Untergliederungen der Partei (SA, SS, HJ usw.) die Anerkennung eines weiteren „ihrer“ Toten durchsetzten, da eine höhere Zahl von Toten ihres Teils der „Bewegung“ für sie mit Prestige verbunden war. Zudem hatten die Angehörigen von offiziell anerkannten „Blutopfern“, die auf der Ehrenliste standen, Anspruch auf laufende Unterstützungsleistungen aus der Hilfskasse der NSDAP, so dass die verschiedenen Gliederungen der Partei auch ein materielles Interesse hatten, eine Aufnahme von Toten ihres Zuständigkeitsbereiches in die „Ehrenliste“ zu erreichen, um die Familienangehörigen der Verstorbenen finanziell auszustatten.
Weitere Quellen, auf die sich die Forschung stützt, sind mit Vorsicht zu behandelnde zeitgenössische, von NS-Publizisten oder Institutionen herausgegebene Schriften mit hagiographischen Tendenzen sowie zeitgenössische Presseberichte und schließlich Aufklärungsschriften, die von NS-kritischen Autoren veröffentlicht wurden.

### Propagandistischer Kult um die Partei-„Märtyrer“ in der NS-Zeit

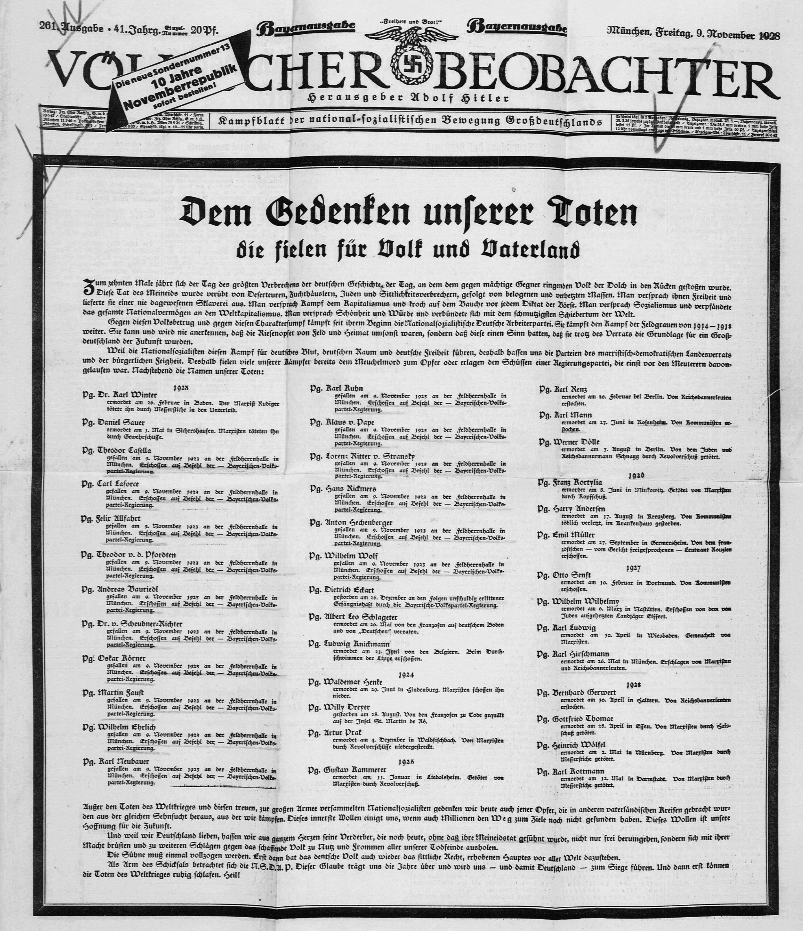
„Dem Gedenken unserer Toten“, Liste von „Märtyrern“ der NSDAP, veröffentlicht im Völkischen Beobachter vom 9. November 1928

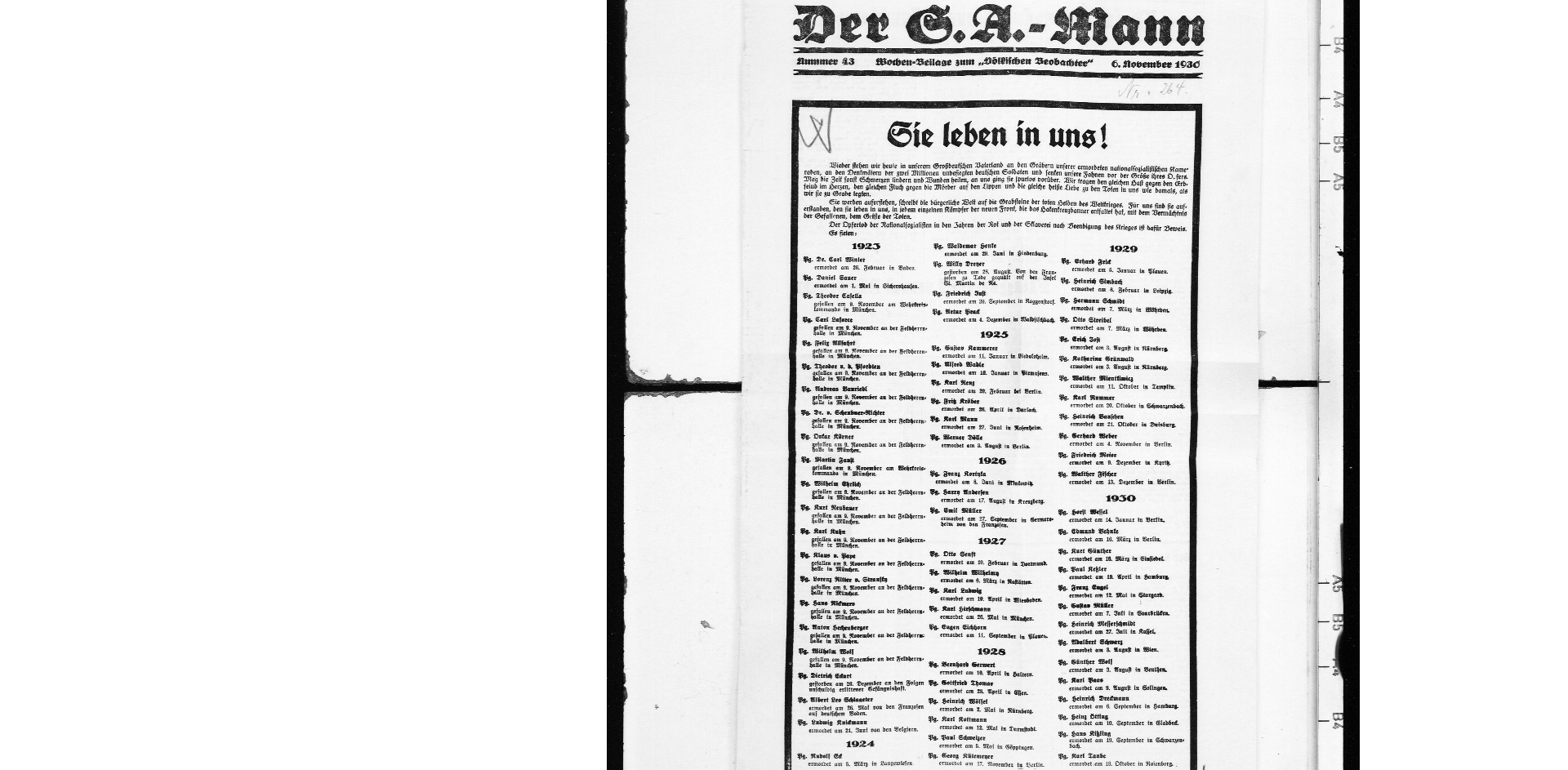
„Sie leben in uns“, Liste von „Märtyrern“ der NSDAP, veröffentlicht 1930 im „SA-Mann“.

Bis 1945 betrieb die NS-Bewegung um diese Personen einen erheblichen Kult. Die NS-Propaganda bezeichnete sie als „Blutzeugen“ oder „Märtyrer“ der „Bewegung“ bzw. des „neuen Deutschlands“. Zwischen 1933 und 1945 wurden zahlreiche Straßen und öffentliche Plätze, Gebäude (z. B. Dienststellen der NSDAP, Jugendheime, Schulen usw.) und Anlagen (z. B. Arbeitsdienstlager) sowie Formationen von SA, SS, HJ und Reichsarbeitsdienst nach diesen Personen benannt. Die „Wirklichkeit“ spielte bei der Konstruktion von NS-Märtyrermythen keine entscheidende Rolle, zentral war vielmehr die politisch-propagandistische Zweckmäßigkeit. Helden bzw. Heldengeschichten sollten den Aufstieg der NS-Bewegung verkörpern, die eigene Anhängerschaft sollte durch diese Narrative zusammengeschweißt werden.
Mitunter wurden sogar ausgemachte Falschmeldungen über getötete Nationalsozialisten von der NS-Presse herausgegeben, um die eigene Gefolgschaft durch Täuschung weiter in „gerechten Zorn“ gegen ihre politischen Gegner aufzustacheln. So dokumentierte die sozialdemokratische Münchener Post am 13. April 1932 unter der Überschrift „So entstehen Hakenkreuzlerleichen!“, dass die NS-Presse am 15. März 1932 in großer Aufmachung die Meldung vom Tod eines SA-Mannes namens Köhler, der von linken Gegnern erschlagen worden sei, brachte, um am 17. März 1932 an versteckter Stelle eine kleine Meldung zu veröffentlichen, aus der hervorging, dass Köhler lediglich verletzt worden war und sich auf dem Weg zur Besserung befinde.
Im Februar 1931 legte der damalige Referent in der Obersten SA-Führung Edmund Heines dem kurz zuvor zum Stabschef der SA ernannten Ernst Röhm (später im Wesentlichen umgesetzte) folgende Richtlinien für eine Ehrung von getöteten SA-Männern vor:

„Die Toten der SA müssen so geehrt werden und mit ihnen, soweit es der gute Geschmack irgendwie erlaubt, ein derartiger Kult getrieben werden, dass das Sterben für die Bewegung nahezu erstrebenswert erscheint. Der tote SA-Mann muss durch seinen Tod noch einmal der Bewegung nutzen. Wir müssen mit jedem Opfer des roten Terrors eine derartige Propaganda treiben, dass die Roten viel mehr Schaden als Nutzen von den Terrorakten haben.“

Die anschließend erlassenen Richtlinien folgten Heines’ Vorstellungen im Wesentlichen und besagten u. a.:

„Sofort nach Ermordung eines Parteigenossen, nicht erst längere Zeit später wenn das Ereignis nicht mehr aktuell ist, erscheint im Völkischen Beobachter und im Illustrierten Beobachter das Brustbild des Toten […] möglichst auf der 1. Seite […] und auf der Seite, in der Adolf Hitler seine Wochenüberschrift schreibt […] Im Textteil, rührende Schilderungen der verwaisten Eltern, Familie, Geschwister und Bräute etc. […] von jedem Toten werden möglichst grausige Bilder aufgenommen (auf denen Verwundungen sichtbar sind etc.). Diese Bilder werden zu einem Lichtbildvortrag zusammengestellt und bei Propagandaversammlungen vorgeführt […] auf den Plakaten mit Aufforderungen zur Teilnahme an dem Propagandaumzug bzw. Protestversammlungen wird ein großes Brustbild des Ermordeten aufgeklebt. Zentrale Herstellung und Versand dieser Aufklebebilder.“

### Aufarbeitung durch Wissenschaft und Publizistik
Zeitgenössische anti-nazistische Journalisten und Publizisten stellten bereits in den 1930er Jahren den Kult um die „Blutzeugen“ der NSDAP als ausgemachten Schwindel dar. Viele der von der NS-Propaganda als „Opfer“ der politischen Gegner der Nationalsozialisten und der „System“-Polizei bezeichneten Personen seien keine solchen Opfer. Die Neue Weltbühne schrieb im Jahr 1937 beispielsweise rückblickend, dass es verlogen sei, dass die NSDAP sich als Opfer von Übergriffen ihrer Gegner aufspiele, obschon sie mehr als jede andere politische Kraft im Land für die zunehmende Verrohung des politischen Klimas in Deutschland und für die immer wachsende Zahl gewalttätiger – häufig tödlicher – Übergriffe auf politisch Andersdenkende verantwortlich gewesen sei.
Infolge der Öffnung der nationalsozialistischen Archive und der Zugänglichwerdung einschlägiger Dokumente konnten Forschung, Presse und Publizistik nach dem Ende des Zweiten Weltkriegs in vielen Fällen den Personenkult der Nationalsozialisten um ihre „Märtyrer“ aufarbeiten und entmystifizieren. Bekanntestes Beispiel hierfür ist der Fall des 1930 zu Tode gekommenen Berliner SA-Führers Horst Wessel. Wessel war von der NSDAP zwischen 1930 und 1945 zum Ideal des „tapferen“ SA-Mannes verklärt und zum Opfer kommunistischer Mörder stilisiert worden, die ihn aufgrund seiner Überzeugungstreue „gemeuchelt“ hätten. Die spätere Forschung zeigte, dass seine Tötung hauptsächlich das Ergebnis privater Konflikte Wessels mit seiner Vermieterin war.

### Eckdaten
Einer Zusammenstellung des amerikanischen Historikers Peter D. Merkl zufolge sind von 1923 bis 1933 229 Angehörige der NSDAP oder ihr nahestehende Personen gewaltsam ums Leben gekommen. Nach Jahren geordnet verteilen sich die Verluste wie folgt, ohne Berücksichtigung der beim Hitler-Putsch getöteten Unbeteiligten:
- 1923: 22 Tote (davon wurden 15 beim Hitlerputsch getötet von Polizisten)
- 1924 bis 1929: 30 Tote (davon wurden zehn von Kommunisten und fünf von Reichsbannerangehörigen getötet).
- 1930 17 Tote (davon wurden acht von Kommunisten und fünf von Reichsbanner-Angehörigen getötet).
- 1931: 42 Tote (davon wurden 29 von Kommunisten, neun von Reichsbannerangehörigen, einer von einem Polizisten und einer von einem Stennes-Anhänger getötet)
- 1932: 84 Tote (davon wurden achtundfünfzig von Kommunisten, fünfzehn von Anhängern der Eisernen Front, vier von Polizisten, zwei von Anhängern der Zentrumspartei und einer von seinem Vater und einer von seinem Bruder getötet)
- 1933: 33 Tote (davon wurden 16 von Kommunisten, sieben von Reichsbanner-Anhängern und zwei von Polizisten getötet)

## Liste von zwischen 1923 und 1933 getöteten Angehörigen und Anhängern der NSDAP

### 1923

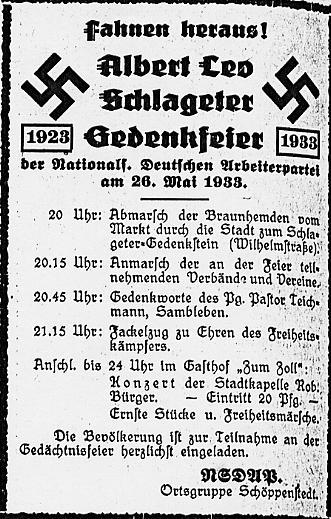
Aufruf für eine Schlageterfeier zur Erinnerung an Albert Leo Schlageter der NSDAP-Ortsgruppe in Schöppenstedt

- 1. Mai 1923 (in Sickershausen bei Kitzingen): Daniel Sauer (* 10. April 1865), SA-Mann, Händler; Vater von fünf Kindern, erlernte das Metzgerhandwerk. Sauer wurde am Rande einer von Sozialdemokraten veranstalteten Maifeier am 1. Mai 1923 in Sickershausen bei einer Schießerei von Nationalsozialisten und Sozialisten tödlich verletzt. Der genaue Hergang der Kämpfe ist nicht mehr rekonstruierbar, wahrscheinlich wurde Sauer jedoch aus Versehen von eigenen Leuten erschossen. Im August 1933 wurde die Florastraße in Würzburg nach Sauer benannt (heute wieder Florastraße).[11]
- 21. Juni 1923 (in Marl): Ludwig Knickmann (* 24. August 1897 in Buer).[12]
- 26. Mai 1923: Albert Leo Schlageter[13]
- 24. September 1923 (in Leipzig): Erich Kunze (* 8. Mai 1904). Kunze wurde am 23. September 1923 in Podelwitz bei Leipzig durch einen Brustschuss verletzt und verstarb am folgenden Tag an seinen Verwundungen. 1936 wurde eine neuangelegte Straße in der Siedlung St. Georg bei Leipzig nach ihm „Kunzeweg“ benannt (heute: Zschölkauer Weg).[14]
- 26. September 1923: Albert Flämig aus Buchholz/Sa. am Pöhlberg erschossen.[15]

### 1924

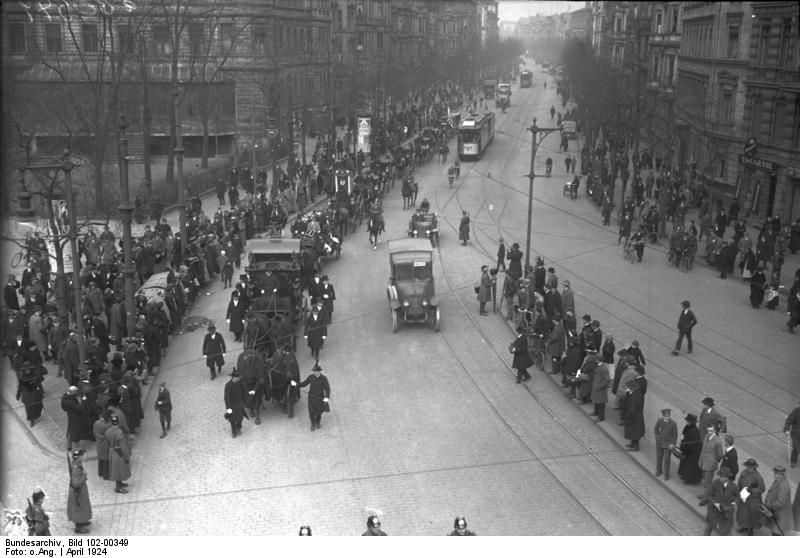
Leichenzug für den im französischen Zuchthaus St. Martin de Ré gestorbenen Willi Dreyer in den Straßen Berlins (April 1924). Dreyer wurde später, obschon er in keiner Beziehung zur NSDAP gestanden hatte, von dieser in die Liste ihrer Partei-„Märtyrer“ aufgenommen und in ihrer Propaganda instrumentalisiert.

- 5. März 1924: Rudolf Eck (* 16. Februar 1907 in Erfurt), Mitglied des Jungdeutschen Ordens und des Jungsturms „Späher“ 155 Ilmenau Thüringen (einer Ersatzformation der verbotenen NSDAP), Schlosserlehrling; Sohn eines Maschinenbaumeisters; in der Nacht vom 4. zum 5. März 1924 bei der Heimkehr von einem politischen Werbeabend (nach anderen Angaben einer Spinnstube) im Stadthaus von Gehren in der Nähe von Langewiesen von Kommunisten angegriffen und mit einer Zaunlatte zu Boden geschlagen, am Boden liegend getreten, am Morgen am Stadtrand von Gehren aufgefunden, ins Gehrener Krankenhaus gebracht und dort an seinen Verletzungen gestorben. Die Obduktion ergab, dass ein Schlag auf den Hinterkopf tödlich gewesen war. Am 8. März 1924 wurde er beerdigt. Der SA-Sturm 137 Gehren in Thüringen erhielt 1932 in Erinnerung an Eck die Bezeichnung „Sturm 137 Rudolf Eck“. Später wurde u. a. noch die Rudolf-Eck-Schule nach ihm benannt.[16] In Weimar wurde der Heimstättenweg in Rudolf-Eck-Straße umbenannt.
- 21. März 1924 (Saint-Martin-de-Ré): Willi Dreyer, wegen Sabotageakten gegen die französischen Besatzungstruppen im Ruhrgebiet verhaftet und zum Tode verurteilt, begnadigt und in das französische Zuchthaus auf der Insel Île de Ré verbracht, wo er aufgrund der Haftbedingungen starb.[17]
- 1. Juli 1924: Rudolf von Henke (* 1906), SA-Mann. Henke nahm am 29. Juni 1924 an einem Aufmarsch der vaterländischen Verbände anlässlich der Einweihung eines Gedenksteins für die Gefallenen des Ersten Weltkriegs teil. Auf dem Heimweg wurde er in eine Auseinandersetzung mit Kommunisten verwickelt, bei der er eine Schussverletzung erlitt. Er wurde ins städtische Krankenhaus gebracht, wo er am 1. Juli 1924 an seinen Verletzungen starb. 1932 wurde der SA-Sturm 11/22 nach ihm benannt.[18]
- 5. Dezember 1924 (in Pirmasens): Artur Prack (* 4. Oktober 1896), SA-/Frontbann-Mann, Kaufmann in Pirmasens. Am 4. Dezember hielt der Völkische Block im Saal Laudemann in Waldfischbach eine Versammlung ab. Vor der Versammlung kam es zu einer Auseinandersetzung von SA-Männern, darunter Prack, mit Reichsbannerleuten, bei der Prack niedergeschossen und tödlich verwundet wurde. Die tödlichen Schüsse waren wahrscheinlich von SA-Leuten abgefeuert worden. Prack starb am nächsten Tag an seinen Verletzungen. Später erhielt der SA-Sturm 1/1/5 den Ehrennamen Artur Prack. In Pirmasens wurde eine Straße nach ihm in Artur-Prack-Straße umbenannt.[19]

### 1925
- 11. Januar 1925: Gustav Kammerer, Landwirt und Nationalsozialist, bei Auseinandersetzungen nach der Bürgermeisterwahl in Liedolsheim bei Karlsruhe erschossen.[20]
- 27. Juni 1925: Matthias Mann (* 15. März 1898 in Oberbalzheim bei Laupheim), SA-Mann, ehemaliger Polizist, Reisender; Weltkriegsveteran; von 1921 bis Herbst 1923 war Mann bei der bayerischen Gendarmeriestation Rosenheim und dann in Lenggries tätig gewesen; nach seinem Ausscheiden aus der Polizei wurde er Reisender der Mineralöl- und Brennstoffhandel GMBH in Rosenheim; seit 1922 stand er der NSDAP nahe; am 26. Juni 1925 besuchte er mit anderen NSDAP-Angehörigen das Lokal „Geflügeltes Rad“, wo er in einen Streit mit einem anderen Gast (Gruber) geriet, der sich abfällig über seine Kriegsorden äußerte. Dieser verletzte ihn mit einer Schere. Daraufhin kam es zu einer Schlägerei der SA-Leute mit der Gruppe des anderen Gastes, die der kommunistischen Freien Turnerschaft angehörte, die sich auf der Straße fortsetzte, wo Mann schwer verletzt wurde und noch am Tatort starb. Die Leichenöffnung ergab zwanzig Verletzungen, die durch Messer, Schlagringe und Schere verursacht worden waren. Todesursache war ein Stich in den Rücken, der die Lunge von oben traf und ein Blutgefäß verletzte. Der Haupttäter Albert Stadler wurde am 6. Oktober 1925 vom Amtsgericht Traunstein zu zwei Jahren Gefängnis verurteilt. Die Nationalsozialisten stilisierten Mann zum Opfer des Bolschewismus, tatsächlich scheint der Streit vor allem privat motiviert gewesen zu sein, in der Weise, dass unterschiedliche pazifistische und nationalistisch-militaristische Ansichten aufeinanderprallten. 1933 wurden die Täter in das KZ Dachau eingewiesen.[21]
- 9. August 1925 (in Berlin): Werner Doelle (* 8. Oktober 1909 in Berlin-Steglitz), Mitglied des Frontbanns, Lehrling. Am 8. August 1925 kam es auf dem Kurfürstendamm zu Zusammenstößen von Angehörigen des Frontbanns mit Angehörigen des Reichsbanners Schwarz-Rot-Gold: Während die Reichsbanner-Leute für die Reichsverfassung demonstrierten, demonstrierten die Frontbann-Anhänger gegen diese. Nach der Auflösung des Frontbannaufmarsches kam es vor dem Kino Alhambra (Kurfürstendamm 68, Ecke Wilmersdorfer Straße) zu einem Zusammenstoß von Frontbannleuten mit Passanten. Der Kaufmann Schnapp, der schlichten wollte, wurde daraufhin von den Frontbannleuten angegriffen: Er floh vor diesen, indem er auf das Trittbrett eines vorbeifahrenden Wagens aufsprang und – als er weiter attackiert wurde – einen Schuss in die Menge seiner Verfolger abgab, der den Frontbanner Werner Doelle vor dem Haus Kurfürstendamm 68/Ecke Wilmersdorfer Straße tödlich traf. Am 15. August 1925 wurde er in Berlin begraben. Die Nationalsozialisten behaupteten später, der Todesschütze Schnapp sei Jude gewesen, und stilisierten Doelle zum „erste[n] Berliner Gefallen der Bewegung“. Der SA-Sturm 68/9 in Berlin-Steglitz erhielt 1932 in Erinnerung an Doelle die Bezeichnung „Sturm 68 Werner Doelle“. Außerdem erhielt im September 1934 ein Teil der Berliner und ein Teil der Lichterfelder Straße im Bereich Südende den Namen Doellestraße (1947 erhielt die Straße den Namen Priesterweg; seit 1957 heißt sie Sembritzkistraße).[22]

### 1926
- 21. Februar 1926 (in Altlandsberg): Fritz Renz (* 5. Januar 1906), Mitglied des Frontbanns, Schmied. Am 20. Februar 1926 unternahmen Angehörige des Berliner Frontbanns, darunter Renz, einen Ausflug in die Gegend von Niederbarnim mit dem Ziel Altlandsberg. Nachdem sie während des Abends lärmend durch die Straßen der Stadt gezogen waren, drangen sie in der Nacht in die Gaststätte „Friedrichslust“ ein, in der eine Feier stattfand, an dem auch eine Gruppe von Angehörigen des Reichsbanners teilnahm. Auf der Straße vor dem Festsaal kam es zu einer heftigen Schlägerei, bei der eine Anzahl von Personen beider Seiten verletzt wurde. Sieben Frontbannleute trugen so schwere Verletzungen davon, dass sie sich in ärztliche Behandlung begeben mussten. Fritz Renz erlitt derart schwere Kopfverletzungen (angeblich einen Schuss durch die Wange), dass er ins Krankenhaus Alt-Landsberg eingeliefert werden musste, wo in den Morgenstunden des 21. Februar 1926 starb. Nach 1933 wurden die Fritz-Renz-Straße in Bruchmühle (1937, zuvor: Kaiser-Wilhelm-Straße; seit 1945: Buchholzer-Straße), die Fritz-Renz-Straße in Woltersdorf (1939, zuvor: Straße 3; seit 1945: Erich-Siegert-Straße), Neuenhagen, der Fritz-Renz-Sportplatz in Erkner und der SA-Sturm 7/207 bzw. 23/208 in Niederbarnim nach ihm benannt. Am 4. März 1934 wurde ein Gedenkstein für Renz durch Kurt Daluege und Karl Ernst eingeweiht.[23]
- 8. Juni 1926 (in Miechowitz): Franz Kortyka (* 4. August 1899 in Miechowitz), SA-Mann, Stellmacher (Grubenarbeiter) in Miechowitz in Oberschlesien. Kortyka war Veteran des Ersten Weltkriegs und ab 1919 im Oberschlesischen Landesschützenbund tätig. Seit 1924 gehörte er der SA und seit 1926 der NSDAP (Ortsgruppe Miechowitz) an. Kortyka wurde am Abend des 8. Juni 1926 auf dem Heimweg zusammen mit zwei anderen SA-Männern (Alois Kaczmarek und Konrad Wildner) auf der Straße von politischen Gegnern mit Steinen beworfen und in der nachfolgenden Auseinandersetzung erschossen (Kopfschuss). Bei der Auseinandersetzung wurde auch der Polizeibeamte Wiencyzsch durch eine Schussverletzung getötet. Der SA-Mann Kaczmarek wurde wegen der Tötung des Polizisten zu zwei Jahren und 9 Monaten Haft verurteilt. Der SA-Sturm 4/63 erhielt 1932 in Erinnerung an Kortyka die Bezeichnung „Sturm 4 Franz Kortyka“.[24]
- 26. September 1926 (in Berlin): Harry Anderssen (* 9. September 1881 in Breslau), SA-Mann (Truppführer), Beamter der Preußischen Staatsbank. Anderssen war Mitglied des SA-Sturms 45/8 und erlitt bei einer politisch motivierten Schlägerei mit Kommunisten vor einer Gaststätte in der Stallschreiberstraße am 17. August 1926 schwere Verletzungen (Kieferbruch, Magenverletzungen), denen er am 26. September 1926 im Urban-Krankenhaus erlag. Die NS-Propaganda behauptete später, dass jüdische Ärzte des Krankenhauses Anderssen absichtlich hätten sterben lassen, indem sie ihm mögliche Hilfe vorenthielten. In Erinnerung an ihn erhielt der SA-Sturm 126/8 in Berlin die Bezeichnung „Sturm 126 Harry Anderssen“. Am 26. September 1933 wurde eine Anderssen-Gedenktafel im Vorraum zur Hauptkasse (1. Stock) der Preußischen Staatsbank eingeweiht. Am Ort der Schlägerei wurde am 27. September 1936 eine weitere Gedenktafel angebracht. Von 1936 bis 1945 trug der Böcklerpark in Berlin-Kreuzberg den Namen Harry-Anderssen-Park.[25]
- 27. September 1926 (in Germersheim): Emil Müller (* 10. Dezember 1905), NSDAP-Mitglied, Arbeiter. Er wurde am 27. September 1926 von dem französischen Unterleutnant Rouzier des 311. französischen Artillerie-Regiments in Germersheim durch einen Herzschuss erschossen, als Müller Rouzier wegen der Niederschießung eines Mannes zur Rede stellte (siehe Fall Rouzier). Müller wurde auf dem Friedhof Germersheim beigesetzt. Am 30. Juni 1930 errichtete die NSDAP dort einen Gedenkstein für ihn. Der SA-Sturm 17/18 erhielt in Erinnerung an Müller die Bezeichnung „Sturm 17 Emil Müller“.[26]

### 1927
- 13. Februar 1927 (in Dortmund): Otto Senft (* 14. September 1882 in Wiemelhausen, 1904 in Bochum eingemeindet), SA-Mann, Friseur; Veteran des Ersten Weltkriegs, Mitglied des Völkischen Schutz- und Trutzbundes; Inhaber eines Friseurgeschäftes in Bochum; nahm am 12. Februar 1927 an einem Saalschutzdienst in Dortmund teil, auf der Rückfahrt gegen 0.30 Uhr am 13. Februar 1927 wurde der Lastwagen, auf dem er mitfuhr, von Kommunisten an der Rheinischen Straße in Bochum-Dorstfeld unter Beschuss genommen. Nach dem Abspringen der SA-Leute wurde Senft von einer Kugel im Becken getroffen; schwerverletzt wurde er in das Brüderkrankenhaus in Dortmund gebracht, wo er zwei Tage später an seinen Verletzungen starb. In Erinnerung an ihn erhielt der SA-Sturm 2/17 die Bezeichnung „SA-Sturm 2 Otto Senft“. Zudem wurde am 13. Mai 1933 eine Straße in Bochum (Otto-Senft-Straße, zuvor Karl-Marx-Straße) und am 16. April 1937 eine Straße in Dortmund (zuvor Markgrafenstraße) nach ihm benannt. Außerdem war er auf dem Gauehrenmal im Haus der Gauleitung Bochum verzeichnet.[27]
- 6. März 1927: Wilhelm Wilhelmi (* 27. Januar 1909 in Singhofen), SA-Mann, Hilfsarbeiter im Wegewärterbezirk Singhofen. Am 6. März 1927 unternahmen Wiesbadener Nationalsozialisten eine Propagandafahrt nach Nastätten im Taunus, um dort eine Versammlung des Reichsbundes jüdischer Frontsoldaten zu stören. Als die Nationalsozialisten das Tagungshotel, in dem die Versammlung des Reichsbundes stattfand, das Hotel Gundtrum, angriffen, wurde Wilhelmi durch einen in Panik geratenen Landjäger niedergeschossen (Kopfschuss) und starb in der Nacht im Krankenhaus an seinen Verletzungen („Schlacht von Nastätten“). Von Robert Ley zum „Märtyrer“ stilisiert. Der Sturm 32/II/80 erhielt in Erinnerung an Wilhelmi die Bezeichnung „Sturm 32 Wilhelm Wilhelmi“.[28]
- 10. April 1927 (in Wiesbaden): Karl Ludwig (* 9. Oktober 1907), SA-Mann, Kellner aus Wiesbaden. Ludwig trat 1926 der NSDAP und SA bei. Am 7. April 1927 wurde er auf der Wiesbadener Drudenstraße von Kommunisten angegriffen und schwer verletzt. Am 10. April 1927 starb er an seinen Verletzungen. Der SA-Sturm 38/I/80 erhielt in Erinnerung an Ludwig 1932 die Bezeichnung „Sturm 38 Karl Ludwig“. Nach 1933 wurde die Drudenstraße in Wiesbaden nach ihm in Karl-Ludwig-Straße umbenannt.[29]
- 26. Mai 1927 (in München): Georg Hirschmann (* 6. Mai 1888), SA-Mann, Schuster; Vater von zwei Kindern. Hirschmann wurde am Abend des 25. Mai 1927 bei einer Auseinandersetzung zwischen SA-Leuten und Passanten, darunter Angehörige des Reichsbanners-Schwarz-Rot-Gold, im Münchner Stadtteil Giesing schwer verletzt (Gehirnerschütterung) und starb am Folgetag in der Chirurgischen Klinik an seinen Verletzungen: Er und fünf andere SA-Männer wurden nach Wortgefechten, auf die sie tätlich reagiert hatten, von einigen Dutzend politischen Gegnern über eine Stunde lang durch die Giesinger Straßen gehetzt und mit Füßen und Holzlatten traktiert. Hirschmann wurde von einem 17-jährigen Arbeiter erschlagen. Er wurde am 30. Mai 1927 auf dem Münchner Ostfriedhof am Sankt-Martins-Platz 1 beerdigt, wobei Hitler die Trauerrede hielt. In der Revisionsverhandlung zu dem Vorfall vor dem Landgericht München I wurde der Haupttäter zu rund zweieinhalb Jahren Haft verurteilt. In München wurde später der Schyrenplatz nach Hirschmann in Georg-Hirschmann-Platz benannt.[30]

### 1928
- 19. April 1928 (in Haltern): Bernhard Gerwert (* 22. November 1912), SA-Mann, Müllergehilfe. Gerwert wurde im Frühjahr 1928 in dem Dorf Sythen in einem Gasthaus in eine Schlägerei mit politischen Gegnern verwickelt, bei der er niedergeschlagen und durch Stockhiebe an Kopf und Körper verletzt wurde. Anschließend lag er mehrere Wochen lang verletzt in der Wohnung seiner Eltern zu Bett. Nachdem er im St.-Sixtus-Hospital in Haltern einer Operation unterzogen wurde, starb er am 20. April 1928 um 1.00 Uhr nachts. Während der NS-Herrschaft wurden zahlreiche Straßen nach ihm benannt: So gab es Bernhard-Gerwert-Straßen in Gelsenkirchen (zuvor Schulstraße) und Haltern (zuvor Sixtusstraße). In letzterer befand sich auch die Parteizentrale der Ortsgruppe Haltern der NSDAP. Ein am 15. April 1934 begonnenes Gerwert-Denkmal vor dem Dülmener Gymnasium am Nonnenwall wurde nicht vollendet. Am 1. Februar 1933 wurde zudem der SA-Sturm 12/13 Dülmen/Haltern nach ihm benannt. Nach 1945 erklärte Gerwerts Vater, dass sein Sohn tatsächlich an einer Blinddarmentzündung, und nicht an den bei der Prügelei vom Frühjahr 1928 erlittenen Verletzungen, gestorben sei.[31]
- 24. April 1928 (in Essen): Gottfried Thomae (* 4. August 1901 in Jugelsburg), SA-Mann (Truppführer), Ingenieur; Sohn eines Müllergehilfen aus Sachsen, am Technikum in Altenburg ausgebildet, dann Ingenieur bei der Firma Krupp in Essen; trat um 1925 der NSDAP (Mitgliedsnummer 25.135) bei, Gründer und Leiter der Ortsgruppe Essen-Dellwig-Frintrop, baute eine Sturmabteilung in Essen-Altendorf auf; am 24. April 1928 bei einer Auseinandersetzung von Kommunisten und Nationalsozialisten vor der Kruppschen Bierhalle der Arbeiterkolonie Kronenberg in Essen von dem Kommunisten Lottes mit einem gestohlenen Polizeirevolver durch einen Halsschuss (das Geschoss drang von hinten in die Halsschlagader) verletzt, als er das Lokal betreten wollte, und durch Verbluten gestorben. Auf dem Apostelfriedhof in Anwesenheit von Joseph Goebbels beigesetzt. Der Todesschütze Lottes wurde nach 1933 zur Vergeltung ermordet. In Erinnerung an ihn erhielt der SA-Sturm 11/159 den Namen „Sturm 1 I Gottfried Thomae“. Außerdem wurden der Limbecker Platz und die Altendorfer Straße in Essen und eine Straße in Gelsenkirchen (Gottfried-Thomae-Straße; heute Herbertstraße) sowie das Essener Gauhaus der NSDAP, heute Glückaufhaus, nach ihm benannt.[32]
- 2. Mai 1928 (in Nürnberg): Heinrich Wölfel (* 30. April 1907), NSDAP-Mitglied, Kaufmann; bei einer unpolitischen Wirtshausschlägerei in dem Lokal Lindenhof in Nürnberg oder in dessen Nähe getötet, einigen Quellen zufolge durch einen Stich in die Herzgegend. Die NS-Presse stilisierte den Vorgang zu einem planmäßigen kommunistischen Mord. Der Täter wurde zu einer zweieinhalbjährigen Gefängnisstrafe verurteilt. Später wurde eine Straße in Nürnberg nach ihm benannt. Außerdem erhielt der SA-Sturm 10/40 Wölfels Namen als Zusatz.[33]
- 13. Mai 1928 (in Pfungstadt): Heinrich Kottmann (* 12. Mai 1910 in Worms), SA-Mann, Schriftsetzer; Sohn eines Lokführers. Kottmann wurde am 12. Mai 1928 auf dem Heimweg von einer nationalsozialistischen Versammlung in dem Gasthaus „Goldenes Lamm“ in Pfungstadt bei einer Auseinandersetzung von Arbeitern und Nationalsozialisten von einem anderen Nationalsozialisten durch einen Messerstich schwer verwundet. Er starb am nächsten Tag an seinen Verletzungen. In einem Prozess wegen Landfriedensbruches wurden am 17. April 1929 fünf Beteiligte zu je drei Monaten Haft verurteilt Die NS-Presse behauptete wahrheitswidrig, dass Kottmann „meuchlings“ von Marxisten getötet worden sei.[34][35]
- 17. November 1928 (in Berlin): Hans Georg Kütemeyer (* 27. Juli 1895)[36]

### 1929
- 8. Februar 1929 (in Leipzig): Heinrich Limbach (* 19. Dezember 1898 in Zweibrücken), Schlosser Am 13. September 1923 wurde Limbach bei einer Fahnenweihe der NSDAP in Podelwitz bei Leipzig, die von Kommunisten überfallen wurde, von den Kommunisten in ein Sumpfgebiet oberhalb des örtlichen Bahndamms getrieben, zusammengeschlagen und schwer verletzt (Kopfwunden, mehrfacher Handbruch, Nierenverletzung). Aufgrund der Folgeschäden verschlechterte sich sein Gesundheitszustand zu Weihnachten 1928. Er starb am 8. Februar 1929. 1936 wurde eine Grünanlage in Leipzig-Gohlis nach ihm „Limbachplatz“ benannt (heute: Freiligrath-Platz).[37]
- 7. März 1929 (in Wöhrden): Hermann Schmidt (* 29. Oktober 1908 in St. Annen), SA-Mann, Landwirt. Schmidt wurde in der Blutnacht von Wöhrden tödlich verletzt. An seiner Beisetzung nahm Hitler selbst teil. Nach 1933 wurde eine Straße in Kiel nach ihm benannt.[38]
- 7. März 1929 (in Wöhrden/Dithmarschen): Otto Streibel (* 6. November 1894 in Röst), SA-Mann, Tischler. Streibel nahm am 7. März 1929 an einer NSDAP-Versammlung in der Gaststätte „Handelshof“ in Wöhrden teil. Nach der Versammlung zog die SA im Marsch durch die Stadt: Auf dem Gebiet der Großen Straße trafen die Kolonnen der Nationalsozialisten mit einem Zug von Kommunisten, die eine Gegenveranstaltung abgehalten hatten, zusammen. Es folgte eine brutale Massenschlägerei von SA-Leuten und Kommunisten, bei der drei Personen starben, während sieben Personen schwer und dreiundzwanzig leicht verletzt wurden („Wöhrdener Blutnacht“). Unter den Getöteten war außer dem Kommunisten Johannes Stürzebecher und dem SA-Mann Hermann Schmidt auch Streibel. Dieser hatte bei der Auseinandersetzung mit den Kommunisten einen Messerstich erlitten, an dem er starb. Am 13. März 1929 wurde Streibel in Anwesenheit Hitlers in Albersdorf beigesetzt. Der Sturm 13/85 in Baregenstedt erhielt 1932 in Erinnerung an Otto Streibel die Bezeichnung „Sturm 13 Otto Streibel“. Im Februar 1934 wurde ein Findling als Gedenkstein an der Stelle der Straßenschlacht aufgestellt, der an die getöteten SA-Männer Schmidt und Streibel erinnerte (Stelle vor dem Haus Nr. 7 der heutigen Meldorfer Straße). Dieser wurde im April 1950 auf Weisung der Gemeindevertretung abgebrochen.[39]
- 2. August 1929 (in Nürnberg): Katharina Grünewald, geb. Fülbert (* 29. April 1904 in Worms), Hausfrau; seit 1924 mit dem Kaufmann Georg Ludwig Grünewald verheiratet, der seit 1927 als Ortsgruppenleiter der NSDAP in Lampertheim fungierte; lebte in Lampertheim bei Bensheim, wo sie mit ihrem Mann ein Lebensmittelgeschäft betrieb. Am 2. August 1929 nahm Grünewald am Reichsparteitag der NSDAP 1929 in Nürnberg teil: Als sie am Abend des Tages nach der Besichtigung eines Feuerwerkes in ihre Unterkunft gehen wollten, gerieten sie zwischen dem Lorenzplatz und der Museumsbrücke, an der Ecke Karolinenstraße vor der St. Lorenzkirche, in einen Beschuss eines Fahrzeuges der Obersten SA-Führung durch Reichsbannerleute. Dabei wurde sie durch eine verirrte Kugel in Herznähe getroffen. An dieser Verletzung starb sie kurz darauf.[40]
- 5. August 1929 (in Nürnberg): Erich Jost (* 4. März 1909), SA-Mann, Kaufmann in Lorch bei Bensheim. Jost wurde am 4. August 1929 schwer verletzt und starb am folgenden Tag an seinen Verletzungen. Am 9. August 1929 hielt Hitler in Lorsch die Trauerrede bei Josts Beerdigung.[41] Später wurde ein Reichsarbeitsdienstlager in Lampertheim nach ihm benannt.[42]
- 20. August 1929 (in Vösendorf): Franz Janisch (* 1902), NSDAP-Mitglied. Janisch wurde zusammen mit zwei Heimwehrleuten am 19. August 1929 von sozialdemokratischen Arbeitern in Vösendorf überfallen und niedergestochen. Er starb am Folgetag an seinen Verletzungen und gilt als erster in Österreich getöteter NS-Anhänger.[43]
- 19. Oktober 1929 (in Duisburg): Heinrich Bauschen (* 18. März 1893 in Bocholt), SA-Mann, NSDAP-Ortsgruppenleiter von Duisburg, Eisenbahnarbeiter. Bauschen wurde 1922 Mitglied der NSDAP, 1923 gründete er die NSDAP-Ortsgruppe in Bamberg und 1925 die NSDAP-Ortsgruppe in Duisburg; Führer des SA-Sturms 85; bei einer Schlägerei mit politischen Gegnern in Duisburg am 19. Oktober 1929 erlitt Bauschen einen Stich, bei dem die Schlagader im linken Oberschenkel durchtrennt wurde, so dass er in der Nacht während einer Operation im Diakonenkrankenhaus starb. In Erinnerung an ihn erhielt der SA-Sturm 85 der Standarte 57 1932 die Bezeichnung „Sturm 85 Heinrich Bauschen“.[44]
- 20. Oktober 1929 (in Schwarzenbach am Wald): Karl Rummer (* 6. Juni 1907), SA-Mann, Edarbeiter. Rummer war ursprünglich Mitglied der SPD, 1929 wechselte er in die NSDAP. Am 5. Oktober 1929 wurde er bei einer NSDAP-Veranstaltung, die in einer Saalschlacht ausartete, von politischen Gegnern schwer verletzt. Er starb am 20. Oktober 1929 an seinen Verletzungen im Krankenhaus.[45]
- 4. November 1929 (in Berlin): Gerhard Weber (* 10. September 1907), SA-Mann, Kraftfahrer. Weber stürzte Ende Oktober 1929 mit seinem Motorrad in Steglitz. Die NS-Presse behauptete, dass ein Angriff politischer Gegner den Sturz verursacht hätte. Er wurde mit schweren Verletzungen ins Lichterfelder Krankenhaus eingeliefert, wo er an einer Hirnhautentzündung am 4. November 1929 starb. Er wurde nach Hans-Georg Kütemeyer von der NS-Propaganda offiziell als zweiter Toter der Nationalsozialisten im „Kampf“ um Berlin gezählt. Am 6. August 1937 wurde die Hardenbergstraße in Berlin-Steglitz nach ihm in Gerhard-Weber-Straße umbenannt. Seit dem 31. Juli 1947 trägt sie den Namen Stirnerstraße.[46]
- 14. Dezember 1929 (in Berlin): Walter Fischer (* 20. März 1910)[47]

### 1930

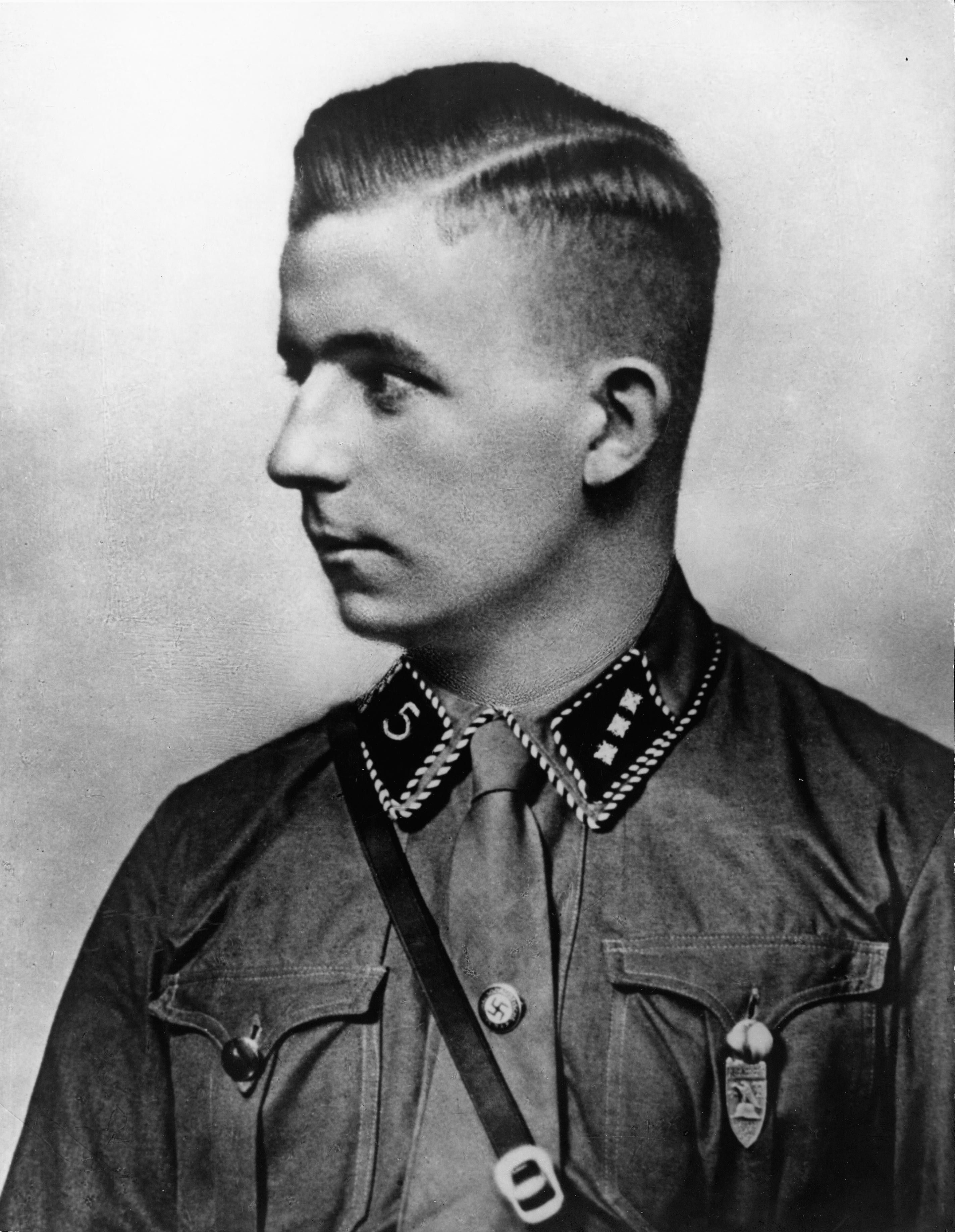
Horst Wessel (1929), der bekannteste „Märtyrer“ der NSDAP

- 23. Februar 1930 (in Berlin): Horst Wessel (* 9. Oktober 1907 in Bielefeld), SA-Mann (Sturmführer), Student; Sohn eines Pfarrers; am 14. Januar 1930 im Zusammenhang mit einem Streit mit seiner Vermieterin von Angehörigen einer Nachfolgeorganisation des verbotenen Roten Frontkämpferbunds in seiner Wohnung überfallen, wobei ihn der Kommunist und „Berufsverbrecher“ Albrecht Höhler durch einen Schuss in den Mund tödlich verletzte; am 23. Februar 1930 im Krankenhaus gestorben. Wessel wurde auf dem St.-Marien- und St.-Nikolai-Friedhof I in Berlin im Bezirk Prenzlauer Berg begraben. Den zu sechs Jahren und einem Monat Zuchthaus verurteilten Höhler ermordeten im September 1933 SA-Angehörige unter der Führung des Berliner SA-Gruppenführers Karl Ernst. Die NS-Propaganda erhob Wessel zum bekanntesten „Märtyrer der NS-Bewegung“, zahlreiche Straßen u. ä. wurden später nach ihm benannt: So erhielt der Bezirk Friedrichshain den Namen „Horst-Wessel-Stadt“, sein Sterbeort am Rande des Volksparks Friedrichshain erhielt den Namen „Horst-Wessel-Krankenhaus“, der Bülowplatz erhielt den Namen „Horst-Wessel-Platz“ (heute Rosa-Luxemburg-Platz), das Karl-Liebknecht-Haus, der vormalige Sitz der KPD, firmierte als „Horst-Wessel-Haus“. Ferner trug die 18. SS-Freiwilligen-Panzergrenadier-Division der Waffen-SS, das Jagdgeschwader 134 der Luftwaffe und ein Segelschulschiff der Kriegsmarine seinen Namen. In Dresden trug seit dem 17. September 1934 die Knabenberufsschule Altstadt den Namen „Horst-Wessel-Schule“. Im KZ Dachau mussten Häftlinge 1933 ein Horst-Wessel-Denkmal errichten.[48] Das Horst-Wessel-Lied fungierte nach der Machtübernahme der NSDAP de facto als zweite deutsche Nationalhymne.
- 12. Mai 1930 (in Stargard): Franz Engel (* 11. August 1911), SA-Mann, Arbeiter (Schweißer); wechselte 1930 vom kommunistischen Jugendbund zur SA; am 12. Mai 1930 nahm Engel an einem Aufmarsch von 600 SA-Männern in der pommerschen Kreisstadt Stargard teil. Als er nach einem anschließenden Kameradschaftsabend im Gesellschaftshaus von Stargard mit anderen SA-Leuten einen SA-Mann, der in einem gefährdeten Stadtteil wohnte, auf dem Heimweg Begleitschutz leistete, wurde Engel von Kommunisten erschossen.
- 16. März 1930 (in Chemnitz): Kurt Günther (* 23. Juni 1904 in Einsiedel), SA-Mann, Tischler in Einsiedel (Sachsen). Günther trat 1924 in die Großdeutsche Volksgemeinschaft ein. 1926 wurde er Mitglied der NSDAP und im November 1929 SA-Mann. Günther wurde am 16. März 1930 in Chemnitz erstochen. Der SA-Sturm 184 in Einsiedel erhielt 1932 in Erinnerung an Günther die Bezeichnung „Sturm 184 Kurt Günther“. Im Juni 1934 wurde das Turnerheim am Dittersdorfer Weg in Chemnitz nach Günther in Kurt-Günther-Heim umbenannt. Auch die Turnstraße erhielt seinen Namen. In Chemnitz wurde die Logenstraße 1933 in Kurt-Günther-Straße umbenannt.[49]
- 27. Juli 1930 (in Kassel): Heinrich Messerschmidt (* 5. Februar 1874), NSDAP-Mitglied, Handlungsgehilfe, Stadtverordneter in Kassel; Messerschmidt wurde 1923 Mitglied der NSDAP-Ortsgruppe in Kassel. Messerschmidt leitete nach einer NSDAP-Großkundgebung in Kassel am 18. Juni 1930 eine kleinere Versammlung in dem Lokal „Stadt Stockholm“. Anschließend wurde er bei einer tätlichen Auseinandersetzung von NSDAP-Angehörigen mit politischen Gegnern an der Ecke Garnisonskirche/Königsplatz durch einen Messerstich schwer verletzt. Er starb am 27. Juni 1930 an seinen Verletzungen. Später führte Messerschmidts Witwe – vertreten von dem Anwalt Roland Freisler – einen Prozess gegen den preußischen Staat wegen angeblicher Verletzung der Amtspflicht der zuständigen Polizei. Das Gericht stellte in diesem Prozess fest, „dass die moralische Schuld für die Zusammenstöße [am 18. Juni 1930 in Kassel] einzig und allein den Nationalsozialisten zuzuschreiben ist.“[50]
- 3. August 1930 (in Wien): Adalbert Schwarz (* 13. März 1906), SA-Mann, Schlossergehilfe. Schwarz trat 1927 in die NSDAP und SA ein. Schwarz wurde am 3. August 1930 nach dem Verlassen eines Konzerts in Wien in eine Auseinandersetzung mit politischen Gegnern verwickelt. Dabei erlitt er zwei Messerstiche, an denen er starb. Nach parteieigenen Angaben war er der erste in Österreich aus politischen Gründen getötete Nationalsozialist. Nach 1938 wurde die Haymerlegasse in Wien-Ottakring nach ihm in Adalbert-Schwarz-Gasse umbenannt (im November 1945 erhielt sie wieder den Namen Haymerlegasse).[51]
- 3. August 1930 (in Beuthen): Günther Wolf (* 24. Mai 1909), SA-Mann, Baugewerkschüler. Wolf trat am 1. Oktober 1929 in die NSDAP und SA ein (Mitgliedsnummer 157.831). Am 3. August 1930 wurde er in der Tarnowitzer Straße in Beuthen erschlagen. Einem Bericht des Preußischen Innenministeriums zufolge handelte es sich um einen unpolitischen Vorfall: Wolf sei auf dem Heimweg mehrerer Baugewerkschüler von der Semesterschlußkneipe mit seinen Kommilitonen in persönlichen Streit geraten und dabei getötet worden. Die nationalsozialistische Presse behauptete stattdessen, dass er als Teilnehmer einer nationalsozialistischen Klebekolonne in eine Auseinandersetzung mit politischen Gegnern verwickelt worden sei und dabei eine tödliche Verletzung der Halsschlagader erlitten habe. 1932 erhielt der SA-Sturm 6/63 in Erinnerung an Wolf 13 die Bezeichnung „Sturm 6 Günther Wolf“.[52]
- 9. August 1930 (in Solingen): Karl Paas (* 29. Juli 1889), Metallformer, SA-Mann (Scharführer). Mitglied des SA-Sturms 54. Pass stürzte nach den Erkenntnissen der seinen Tod untersuchenden Polizei am 8. August 1930 bei einer Fahrt mit einem SA-Lastauto in der Schillerstraße in Haan aus dem Wagen und starb am nächsten Tag an seinen Verletzungen. Die NS-Propaganda verschleierte die wahren Todesumstände und gab an, er sei „als Nationalsozialist gefallen für Deutschland“. In der Siedlung Neuss-Reuschenberg wurde im Dezember 1937 eine Straße nach Paas benannt.[53]
- 7. September 1930 (in Hamburg): Heinrich Dreckmann (* 11. Oktober 1885), SA-Mann (Truppführer), Bankbote in Hamburg; 1930 Eintritt in die SA. Am 7. September 1930 nahm Dreckmann nach einer Hitlerversammlung in Hamburg am 6. September an einem Aufmarsch der SA teil. Im Gebiet Schanzenstraße und Lagerstraße, an der Ecke Susannenstraße und Schanzenstraße, kam es zu einem Zusammenstoß von Kommunisten und SA-Leuten („Schlacht an der Sternschanze“), bei dem Dreckmann mit einem Messer niedergestochen wurde. Er starb auf dem Weg zum Krankenhaus. Der SA-Sturm 50 der 76. SA-Standarte erhielt in Erinnerung an Dreckmann die Bezeichnung „SA-Sturm 50 Heinrich Dreckmann“.[54]
- 14. September 1930 (Schwarzenbach): Hans Kießling (* 14. Juni 1904 in Schwarzenbach), SA-Mann, Textilarbeiter. Kießling geriet am 13. September 1930 in einem Lokal mit dem Sozialdemokraten Christoph Baderschneider aneinander; beim Verlassen des Lokals gegen 1.00 Uhr morgens am 14. September kam es zu einer erneuten Konfrontation, bei der er von Baderschneider tödlich niedergestochen wurde (Herzstich). Baderschneider wurde später zu einer Haftstrafe von zweieinhalb Jahren verurteilt.[55]
- 10. September 1930 (in Essen): Heinz Oetting (* 7. Mai 1909 Plettenberg, Kreis Altena), Student, kein Mitglied der NSDAP oder einer ihrer Gliederungen; Sohn eines evangelischen Pfarrers. Kam als Theologiestudent in Tübingen und Greifswald angeblich mit dem Nationalsozialismus in Kontakt. Am 10. September 1930 wohnte er an einer NSDAP-Versammlung in Essen bei, auf der Wilhelm Frick sprach. Anschließend nahm er an einem Fackelzug zum Burgplatz teil. Auf dem Heimweg wurde er erstochen. Er wurde auf dem städtischen Friedhof Gladbeck-Mitte, Erbgruft Oetting Weg B Nr. 1 und 2 beigesetzt. 1933 wurde der SA-Sturm 32/13 nach ihm benannt, möglicherweise aus Mangel an anderen NS-Märtyrerfiguren im Raum Gladbeck. Zudem gab es Heinz-Oetting-Straßen in Gladbeck (seit 1933; zuvor: Mittelstraße) und in Bottrop (seit 1938). Ab Ende der 1930er wurde Oetting von der NS-Propaganda in ihren Veröffentlichungen tatsachenwidrig als Mitglied der SA klassifiziert. Ab 1937 ist erstmals die falsche Bezeichnung als „SA-Mann Heinz Oetting“ nachweisbar.[56]
- 21. November 1930 (in Düsseldorf): Josef Hilmerich (* 19. Februar 1905), SA-Mann (Truppführer), Schlosser. Hilmerich wurde am 21. November 1930 vor dem Haus der Düsseldorfer Parteizentrale der NSDAP in der Immermannstraße 2a in Düsseldorf von Unbekannten getötet. In der Presse wurde vermutet, dass die Täter bei den Kommunisten zu suchen seien, jedoch wurden hierfür keine Anhaltspunkte gefunden.[57]
- 4. Dezember 1930 (in Hagen): Theodor Sanders (* 20. Mai 1909 in Berge Borbeck), SA-Mann, Handlungsgehilfe in Hagen; kaufmännische Lehre bei einer Hagener Werkzeugfabrik; 1930 Eintritt in die NSDAP und SA; Mitglied des SA-Sturms 10 in Hagen; am 2. Dezember 1930 wurde Sanders in der Alexanderstraße in Hagen beim Verteilen von Versammlungseinladungen von politischen Gegnern vom Fahrrad gerissen, mit einem sandgefüllten Gummischlauch geschlagen und dann mit einem Sägebajonett in Brust und Unterleib gestochen (Verletzungen der Herzgegend und der Leber sowie von Blutgefäßen); am 4. Dezember 1930 an seinen Verletzungen gestorben. Am 8. Dezember 1930 auf dem Hagener Friedhof beerdigt. Der Hauptverdächtige wurde im Februar 1931 wegen Totschlags zu 12 Jahren Zuchthaus verurteilt. In Dortmund wurde die Theodor-Sanders-Straße am 16. April 1937 (heute: Ruhrallee) nach ihm benannt, während in Hagen die Alexanderstraße, an der er niedergestochen wurde, seinen Namen erhielt. Zudem erhielt der SA-Sturm 1/132 in Hagen die Bezeichnung „SA-Sturm 1 Theodor Sanders“.[58]
- 7. Dezember 1930 (in Dortmund): Adolf Höh (* 21. Dezember 1902 in Coburg), SS-Mann, NSDAP-Mitglied, Elektroingenieur. Höh trat 1922 erstmals der NSDAP bei (Mitgliedsnummer 3.536). Er war Mitgründer der NSDAP-Ortsgruppe Coburg. Er zog 1925 oder 1926 nach Dortmund. Dort war er erst SA- und später SS-Mann. Höh wurde am 6. Dezember 1930 in Dortmund durch einen Pistolenschuss schwer verletzt (Kopfschuss). Er starb am folgenden Tag im Dortmunder Brüderkrankenhaus an seinen Verletzungen. Das wegen seines Todes eingeleitete Strafverfahren wurde eingestellt, jedoch kurz nach dem Machtantritt der Nationalsozialisten im März 1933 neu aufgenommen: Am 7. Dezember 1933 wurde der Kommunist Stefan Kaptur wegen Mordes vom Oberlandesgericht in Hamm zum Tode verurteilt, während der Kommunist Hermann Kaulisch wegen versuchten Totschlags acht Jahre Zuchthaus erhielt. Am 18. März 1933 wurde die Ernst-Mehlisch-Straße in Dortmund und am 13. Mai 1933 die Friedrich-Engels-Straße in Bochum nach ihm in Adolf-Höh-Straße benannt. Außerdem trug der SS-Sturm 11/30 seinen Namen („Sturm 11 – Adolf Höh“).[59]
- 18. Dezember 1930: Klaus Clemens (* 26. Februar 1908 in Beuel)[60]
- 22. Dezember 1930 (in Barmen): Julius Hollmann (* 1. Juni 1877), SA-Mann (Truppführer), Bauführer. Hollmann war seit 1929 Mitglied der NSDAP und SA; Ingenieur bei der Firma Garn-Tiefbauunternehmung in Wuppertal; am 16. November 1930 auf dem Heimweg von einer Veranstaltung der NSDAP in Hagen bei einem Handgemenge mit drei Kommunisten in der Werthstraße am Bein verletzt; nach einer Verschlimmerung fünf Wochen später an den Folgen der Verwundung gestorben. Der SA-Sturm 2/171 in Erkrath erhielt in Erinnerung an ihn die Bezeichnung „SA-Sturm 2/171 Julius Hollmann“.[61]

### 1931
- 1. Januar 1931 (in Stuttgart): Ernst Weinstein (* 4. November 1903), SA-Mann, Schmied; Weinstein trat am 25. März 1926 in die NSDAP ein (Mitgliedsnummer 32.919). Weinstein feierte den Jahreswechsel 1930/1931 mit elf anderen SA-Männern in dem NSDAP-Verkehrslokal in der Stuttgarter Sophienstraße. Dort kam es zu einem Streit mit Kommunisten, der sich auf der Straße fortsetzte und in einer gewaltsamen Auseinandersetzung gipfelte. Dabei erlitten Teilnehmer beider Seiten schwere Verletzungen durch Messerstiche, darunter Weinstein, der noch in derselben Nacht an den Folgen eines Messerstiches in die Brust starb. Die Sophienstraße in Stuttgart wurde 1933 nach ihm in Ernst-Weinstein-Straße benannt (heute wieder Sophienstraße). Außerdem erhielt der Stuttgarter SA-Sturm 4/119 den Beinamen Ernst Weinstein.[62]
- 23. Januar 1931 (in Düren): Paul Thewellis (* 3. März 1905 in Aachen), SA-Mann, HJ-Angehöriger, Bäcker. Konditor in Birkesdorf bei Düren. Sohn eines Oberpostsekretärs. 1929 trat Thewellis in die NSDAP ein (Mitgliedsnummer 283.224). Mitglied im SA-Sturm 25. Im November 1930 wurde Thewellis beim Verteilen von Propagandamaterial unter einer Eisenbahnbrücke von politischen Gegnern zusammengeschlagen. Er starb am 23. Januar 1931 im Krankenhaus an seinen Verletzungen. Er wurde auf dem Neuen Friedhof in Düren begraben. Später wurde eine HJ-Gebietsführerschule in der Burg Mödrath nach Thewellis benannt. Außerdem wurde er in die Liste der „Unsterblichen Gefolgschaft“ der Hitlerjugend aufgenommen.[63]
- 30. Januar 1931: Richard Selinger (* 31. Januar 1909), SA-Mann, Ackerkutscher in Dobers. Selinger wurde auf dem Weg zu einem Saalschutzdienst auf der Straße nach Niesky niedergeschossen. Er starb an seinen Verletzungen (Leberschuss). Todesschütze war angeblich der Kommunist Max Barthel.[64]
- 11. Februar 1931 (in Leipzig): Rudolf Schröter (* 10. September 1913 in Dresden), Hitlerjunge, Klempnerlehrling. Schröder erlitt am 11. Februar 1931 auf dem Heimweg von einer Versammlung in den Rheingoldfestsälen in Leipzig bei einer Auseinandersetzung von SA-Angehörigen und Kommunisten in der Torgauer Straße eine Schussverletzung, an der er kurz darauf starb. Er wurde zunächst am 16. Februar 1931 auf dem Leipziger Nordfriedhof beigesetzt. Am 8. November 1938 wurde er zusammen mit den anderen „Blutzeugen“ der NSDAP in dieser Stadt in einer pathetischen Prozession auf den Markt überführt, wo die Toten in einem morbiden Festakt zum „letzten Appell“ gerufen und dann in einen „Ehrenhain“ auf dem Südfriedhof überführt wurden. 1934 erhielt die Nationalpolitische Erziehungsanstalt Rudolf-Schröter-Schule in Dresden-Klotzsche seinen Namen. Außerdem wurde die Graßdorfer Straße in Leipzig-Sellershausen 1939 in Schröterstraße umbenannt (im Mai 1945 erfolgte die Rückbenennung in Graßdorfer Straße).[65]
- 28. Februar 1931 (in Steinseifersdorf): Gerhard Bischoff (* 22. Oktober 1905), SA-Mann, Bauer in Mittel-Peilau. Bischoff trat 1930 in die NSDAP und die SA ein. Bischoff wurde am 11. Februar 1931 von Kommunisten niedergestochen. Er erlag am 28. Februar 1931 seinen Verletzungen. Einem Bericht des preußischen Innenministeriums zufolge handelte es sich bei dem Angriff auf Bischoff um einen planmäßigen kommunistischen Überfall. 1932 erhielt der SA-Sturm 34/10 in Erinnerung an Bischoff die Bezeichnung „Sturm 34 Gerhard Bischoff“.[66]
- 14. März 1931 (in Essen): Fritz Felgendreher (* 18. März 1913 in Szapten, Ostpreußen), SA-Mann, Anstreicherlehrling. Am 13. März 1931 trat Felgendreher bei einer Versammlung in Essen in die SA ein. Auf dem Rückmarsch nach Essen-Kray wurde er auf einer Eisenbahnbrücke überfallen und durch einen Kopfschuss schwer verletzt, an dem er am selben Tag im Elisabethkrankenhaus verstarb. Die Eisenbahnbrücke, auf der er niedergeschossen wurde, erhielt nach 1933 den Namen „Felgendreherbrücke“.[67]
- 16. März 1931: Adolf Gerstenberger (* 11. Mai 1909), SA-Mann, Schustergeselle. Sohn eines Schuhmachers. Seine Familie brach den Kontakt zu ihm ab, als er der NSDAP und SA beitrat. Mitglied des SA-Sturms 1/157. Am 16. März 1931 wurde Gerstenberger bei einer Schlägerei von SA-Leuten und Reichsbannerangehörigen, die während einer SPD-Versammlung im Gasthaus Winkler in Karlsmarkt ausbrach, mit einem Holzknüppel niedergeschlagen. Er verstarb am Folgetag an seinen Verletzungen (Schädelbruch). Der SA-Sturm 1/157 erhielt in Erinnerung an Gerstenberger die Bezeichnung „Sturm 1 Adolf Gerstenberger“.[68]
- 30. März 1931 (in Dinslaken-Lohberg): Karl Broeske (* 9. November 1894 in Westpreußen), SA-Mann, Bergmann. Broeske siedelte als Kind aus Westpreußen nach Westfalen über. Er war Weltkriegsteilnehmer und geriet in französische Gefangenschaft. Nach der Heimkehr wurde er Vater von fünf Kindern. 1930 trat er in die Sturmabteilung ein. Er wurde in der Nacht vom 29. zum 30. März 1931 auf dem Heimweg aus Lohberg auf der Hünxer Straße von dem Kommunisten Bruno Rasen überfallen, vom Fahrrad gerissen und niedergestochen (Stiche in Kopf und Brust). Rasen wurde zu zweieinhalb Jahren Gefängnis verurteilt. Während die NS-Propaganda einen politischen Hintergrund der Tat vorgaukelte, geht aus dem zeitgenössischen Polizeibericht hervor, dass Broeske keineswegs im heldenhaften Kampf für die Partei umgekommen war, sondern dass private Eifersuchtsmotive den Täter motiviert hatten. Die Partei baute ihn in ihren Märtyrerkult ein, indem sie dem SA-Sturm 2/57 in Dinslaken-Lohberg in Erinnerung an Broeske die Bezeichnung „Sturm 2/57 Karl Broeske“ gab.[69]
- 27. April 1931 (in Liebstadt, Ostpreußen): Karl Freyburger (* 24. August 1904), SA-Mann (Sturmbannführer), Tierzüchter. Am Abend des 26. April 1931 zog Freyburger in angetrunkenem Zustand mit zwei anderen Nationalsozialisten lärmend durch die Straßen von Deutsch-Eylau. Als sie von der Polizei angehalten wurden, widersetzten sie sich der Verhaftung und er griff die Beamten tätlich an. Als einer der Polizisten daraufhin versuchte, seine Waffe zu ziehen, schlug einer der anderen Nationalsozialisten ihm auf den Arm, wodurch sich ein Schuss löste, der Freyburger in die Stirn traf. Am folgenden Morgen starb er an seinen Verletzungen. Im nachfolgenden Prozess berief der Polizeibeamte, durch dessen Waffe Freyburger getötet worden war, sich auf Notwehr und wurde freigesprochen. Freyburger wurde dennoch von der NS-Propaganda als Märtyrer proträtiert, der im Kampf für ein besseres Deutschland gestorben sei. Nach 1933 wurden in West- und Ostpreußen mehrere Straßen nach ihm benannt.[70]
- 23. Mai 1931: Fritz Tschierse (* 1. Dezember 1906), SS-Mann, Schriftführer des Ostpreußischen Motorradclubs und Motorsportkorrespondent der Preußischen Zeitung. Tschierse war kurz vor seinem Tod von der SA zur SS gewechselt und betätigte sich in nationalsozialistischen Motorsportformationen. Am 22. Mai 1931 überfielen vier KPD-Mitglieder nach der Teilnahme an einem militärtechnischen Kurs der Proletarischen Arbeitsgemeinschaft Tschierse, der von einer Motorradfahrt zurückkehrte, vor seiner Wohnung in der Gesekusstraße und stachen ihn nieder. Die Täter wurden vom Schwurgericht Königsberg zu Zuchthausstrafen bis zu 15 Jahren verurteilt. Ein Schustergeselle namens Jordan, der als Hauptverdächtiger galt, konnte nach Russland fliehen. Der Gesekusplatz in Königsberg wurde nach 1933 nach Tschierse in Fritz-Tschierse-Platz umbenannt, während die Mühlenstraße in Neidenburg in Fritz-Tschierse-Straße umbenannt wurde.[71]
- 25. Mai 1931 (in Karlsruhe): Paul Billet (* 20. April 1905), SA-Mann, Buchdrucker, Maschinenmeister. Billet war Mitglied der NSDAP seit 1926 (Mitgliedsnummer 33.095 Ortsgruppe Rastatt) und später auch des Motorsturms 11 der 169 SA-Standarte in Lahr. Zuvor war Billet Mitglied im Wiking- und im Schlageterbund gewesen. Billet starb am 25. Mai 1931, als er bei einem Aufzug von Motor-SA-Männern in der Kaiserstraße in Karlsruhe, der von Kommunisten beschimpft wurde, mit seinem Motorrad stürzte. Die polizeiliche Untersuchung ergab, dass eine Zuschauerin Billet einen Knüppel zwischen die Speichen seines Motorrades geworfen hatte, was den Sturz verursacht hatte. Die NS-Presse behauptete, dass er von Kommunisten erschlagen worden sei. Im nachfolgenden Prozess wurden mehrere Haftstrafen verhängt, wobei die Angeklagten aufgrund der Amnestie vom Dezember 1932 für politische Straftaten wieder freikamen. Billet wurde am 28. Mai 1931 begraben. Nach 1933 wurden in vielen Orten Straßen nach ihm benannt (Paul-Billet-Straße), so in Karlsruhe (heute Damaschkestraße). In Karlsruhe und Lahr wurden sogar Denkmäler für ihn errichtet. Des Weiteren wurde die Abteilung 6/273 in Lahr des Arbeitsdienstes nach ihm benannt. In Karlsruhe gab es zudem einen Paul-Billet-Platz und eine Paul-Billet-Schule. Außerdem erhielt der SA-Sturm 51/109 die Bezeichnung „Sturm 51 – Paul Billet“.[72]
- 26. Mai 1931 (in Dühringhofen): Gerhard Liebsch (* 3. Dezember 1913 in Berkenwerder), HJ-Angehöriger, Automechanikerlehrling. Liebsch gehörte seit 1930 der HJ an, in der er der Gruppe Rosenthaler Tor des Fähnleins 1, Berlin-Mitte, zugeteilt war. Am 26. Mai 1931 wurde Liebsch nach dem Besuch eines Fußballspiels in Dühringhofen vor einer örtlichen Gaststätte in eine Auseinandersetzung mit Kommunisten verwickelt, bei der er eine Stichverletzung erlitt, an der er vor Ort starb. Er war der erste HJ-Angehörige, der im Berliner Umland getötet wurde. Er wurde auf dem Friedhof in Landsberg beerdigt. Im Juni oder Juli 1933 ordnete der SS-Gruppenführer Erich von dem Bach-Zelewski die Tötung der Brüder Rudolf an, die mit dem Tod von Liebsch in Verbindung gebracht wurden: Beide Brüder wurden daraufhin von SS-Leuten verhaftet, verhört, gefoltert und schließlich erschossen. Liebsch wurde derweil nach 1933 von der NS-Propaganda vereinnahmt: So wurde der HJ-Bann 155 in Berlin-Kreuzberg nach ihm benannt.[73]
- 7. Juni 1931 (in Chemnitz): Heinrich Gutsche (* 16. September 1909 in Wiesbaden), SS-Mann (Scharführer), Student; Sohn eines Gastwirtes, studierte an der Technischen Hochschule Mittweida; gehörte der Chemnitzer SS als Scharführer an; während des sächsischen Gauparteitags der NSDAP bei einem kommunistischen Überfall durch einen Bauchschuss tödlich verwundet. Starb im Küchwaldkrankenhaus in Chemnitz. Im Krankenhaus von Hitler besucht, bevor er starb. Eine Einheit des Reichsarbeitsdienstes (RAD-Abteilung 4/273 in Baden) und der SS-Sturm 5/III/7 wurden nach ihm benannt.
- 16. Juni 1931 (in Ebersberg): Josef Weber (* 4. Oktober 1903), SA-Mann. Maler. Mitglied des SA-Sturms 58. Weber wurde am 29. März 1931 in der Wirtschaft Oberwirt bei einer Auseinandersetzung mit Reichsbannerangehörigen schwer verletzt. Er starb zehn Wochen später an seinen Verletzungen (Bruch des Bauchnetzes). An seiner Beerdigung am 19. Juni nahm Hitler persönlich teil. In Garmisch-Partenkirchen wurde nach 1933 eine Straße nach ihm in Josef-Weber-Straße benannt.[74]
- 19. Juni 1931: Edgar Müller (* 4. August 1909), SA-Mann (Truppführer). Am 19. Juni 1931 unternahm eine Gruppe von SA-Leuten in Neissen einen Überfall auf vier Arbeiter und beschoss diese. Müller, der Anführer des Trupps wurde dabei aus Versehen von einem der von seinen eigenen Leuten abgefeuerten Schüsse getroffen und getötet. Nachdem alle Beteiligten verhaftet worden waren, wurden die Arbeiter aus der Haft entlassen, während die SA-Leute wegen Bandenüberfalls angeklagt wurde. Die NS-Propaganda verbreitete hingegen wahrheitswidrig, dass Müller von Kommunisten ins Herz geschossen worden sei, als er einem Kameraden zur Hilfe eilte.[75]
- 21. Juni 1931: Johann Gossel (* 1. Januar 1900 in Hastedt bei Bremen), SA-Mann; Sohn eines Bäckermeisters; am 1. Dezember 1928 NSDAP-Mitglied; Gossel nahm am 14. Juni 1931 mit der Radfahrgruppe des SA-Sturmes 3/75 an einer Fahnenweihe in Riede bei Bremen teil. Auf dem Heimweg wurden die SA-Leute beim Gartenlokal Huckelriede in Bremen in eine Schlägerei mit Kommunisten verwickelt, dabei erlitt Gossel zwei Stichverletzungen im unteren Rückenbereich und Hiebe mit einem Totschläger; eine Woche später starb er im Krankenhaus an den Folgen von Stichwunden in den Nieren. Später wurde der SA-Sturm „Johann Gossel“ nach ihm benannt. Außerdem wurde das ehemalige „Rote Haus“ in Bremen in „Johann-Gossel-Haus“ umbenannt. In der Nähe des Ortes, wo der Überfall stattfand, wurde ein Park in „Johann-Gossel-Park“ umbenannt, in dem sich ein Gedenkstein aus Granit fand.[76]
- 2. Juli 1931 (in Leipzig): Walter Blümel (* 1. März 1908 in Erfurt), SA-Mann, Arbeiter aus Leipzig; trat 1930 in die NSDAP und SA ein; Mitglied des Sturms 62 in Leipzig. Am 1. Juli 1931 nahm Blümel auf dem Weg zu einem Sturmappell an einer Schlägerei von Kommunisten und SA-Leuten in der Löhrstraße Ecke Keilstraße teil. Dabei wurde er durch einen Bauchschuss tödlich verwundet und starb am folgenden Tag. Die Straße, in der er starb, wurde 1934 in Walter-Blümel-Straße umbenannt (seit 1945 wieder Löhrstraße).[77]
- 2. Juli 1931 (in Peine): August Sievert (* 3. Januar 1911), SA-Mann, Konditor. Sievert wurde bei einem Straßenkampf von Nationalsozialisten und Kommunisten am 30. Juni 1931 in der Jäger-, Pfingst- und Friedrichstraße in Peine schwer verletzt. Wahrscheinlich wurde er von Schüssen der herbeigeholten hannoverschen Polizei getroffen. Er starb am 2. Juli 1931 an seinen Verletzungen. 1938 wurde die Kamm-Sievert-Straße in eine nach ihm und dem SA-Führer Fritz Kamm benannt. Zudem wurde eine 1935 erbaute Turnhalle in Bad Grund nach ihm benannt und trug die heutige Ziesberg-Schule in Salzgitter seinen Namen.[78]
- 6. Juli 1931 (in Krossen an der Oder): Karl Fiedler (* 1. September 1889), SA-Mann (Scharführer), Transportarbeiter aus Crossen. Fiedler war seit September 1930 SA-Mitglied. Er wurde bei einem Streit mit dem Stennes-Anhänger Alfred Gützow am 28. Juni 1931 durch einen Schuss schwer verletzt. Fiedler starb am 6. Juli 1931 im Krankenhaus an seinen Verletzungen. Er wurde am 8. Juli 1931 beigesetzt. 1932 erhielt der Sturm 62/III/52 in Erinnerung an Fiedler die Bezeichnung „Sturm 62 Karl Fiedler“.[79][80]
- 18. Juli 1931 (in Uenze, Brandenburg): Hans Kersten (* 26. August 1912), SA-Mann, Landarbeiter in Uenze. Kersten wurde am 18. Juli 1931 von politischen Gegnern erschlagen. 1932 erhielt der SA-Sturm 102/39 in Uenze in Erinnerung an Kersten die Bezeichnung „Sturm 102 Hans Kersten“.[81]
- 20. Juli 1931 (in Pollwitten, Ostpreußen): Bruno Schaffrinski (* 15. September 1902), SA-Mann, Zieglermeister. Schaffrinski wurde am 19. Juli 1931 bei Cathrinhöfen im Kreis Fischhausen in Ostpreußen von dem Gutsinspektor Kunze, ebenfalls NSDAP-Mitglied, im Streit mit einem Jagdgewehr erschossen. Er starb am nächsten Tag nach der Einlieferung ins Krankenhaus, wo man ihm im Bestreben, ihn zu retten, den Arm amputierte. Obwohl die Nationalsozialisten Schaffrinski in ihrer Propaganda als Opfer der „Marxisten“ darstellten, handelte es sich bei der Tat der späteren Forschung zufolge eher um eine „politisch unmotivierte Affekttat“.[82]
- 2. August 1931 (in Wittstock an der Dosse): Alfred Rühmling (* 26. Januar 1900), SA-Mann, Monteur; Vater von vier Kindern; Mitglied des Sturms 11 Perleberg; am 1. August 1931 wohnte Rühmling in Wittstock einer Feier zum 17. Jahrestag des Beginns des Ersten Weltkriegs bei, gegen die Kommunisten demonstrierten. Am Abend des 2. August 1931 war er dann Teilnehmer einer NS-Versammlung im Hotel Astoria. Anschließend ging er mit anderen SA-Leuten in das SA-Sturmlokal „Zum Kronprinzen“, vor dem sich demonstrierende Kommunisten einfanden. Als Rühmling vor das Lokal trat, wurde er niedergeschossen (Brustschuss). Er starb kurz darauf auf dem Tisch in der Schankstube. Er wurde in Lübeck beigesetzt. Der als Täter verhaftete Kommunist Alfred Plötz wurde am 9. November 1931 vom Schwurgericht in Neuruppin zu fünfeinhalb Jahren Zuchthaus verurteilt.[83]
- 15. August 1931 (in Limbach): Herbert Grobe (* 25. April 1909 in Limbach)[84]
- 17. August 1931: Hans Hoffmann (* 13. Dezember 1914), HJ-Mitglied, Lehrling. Mitglied der HJ-Schar 6. Hoffmann wurde am 21. Juli 1931 von einer Gruppe Jugendlicher aus dem kommunistischen Umfeld direkt am Lausitzer Platz in Berlin überfallen. Nach einem Handgemenge erlitt er einen Bauchschuss, an dem er am 17. August 1931 im Behtanien-Krankenhaus starb. Er wurde auf dem Garnisonsfriedhof in der Hasenheide begraben.[85]
- 3. September 1931 (in Bergen auf Rügen): Johannes Mallon (* 30. Juni 1914 auf Rügen), HJ-Angehöriger, Lehrling bei einem Elektrizitätswerk. Mallon wurde am 21. Juli 1931 bei einer Auseinandersetzung von Hitlerjungen mit politischen Gegnern durch einen Stein, der ihn am Hinterkopf traf, schwer verletzt. Er starb am 3. September 1931 an seinen Verletzungen (Gehirnblutung) und wurde am 10. Juli 1931 auf dem Friedhof in Bergen begraben.[86]
- 4. September 1931 (in Düsseldorf): Karl Vobis (* 16. Januar 1899), SS-Mann, Zimmermann. Vobis nahm ab 1918 am Ersten Weltkrieg teil, 1920 kehrte er aus Kriegsgefangenschaft heim. In den 1920er Jahren gehörte er dem Freikorps Rossbach an. Dann trat er der SA bei und wechselte schließlich in die SS, in der er dem Spielmannszug des 1. Sturms der 20. SS-Standarte Düsseldorf angehörte. Vobis erlitt am 4. September 1931 bei einem Zusammenstoß von Kommunisten und Nationalsozialisten vor dem SA-„Schlageterheim“ in der Haroldstraße 26 einen Messerstich in den Rücken, der den Tod durch Verbluten herbeiführte. Einem Bericht der Frankfurter Zeitung zufolge übergaben der Gauleiter Florian und der Reichstagsabgeordnete Weitzel der Polizei einen nationalsozialistischen Arbeiter namens Schöll als Täter, der Vobis irrtümlich für einen Kommunisten gehalten hatte. Die NS-Presse behauptete, Schöll sei ein kommunistischer Spitzel bei der SA gewesen, wofür jedoch keine Anhaltspunkte gefunden werden konnten. Schöll, der zum Tatzeitpunkt vierzehn Tage in einem SA-Heim gelebt hatte, gab an, dass er, als die übrigen Insassen dieses Heims einen kommunistischen Überfall auf das Heim abwehrten, aus dem Heim ein Messer geholt und auf den erstbesten Mann losgestochen habe, der sich als Nationalsozialist Vobis herausgestellt habe. Diesen habe er weder gekannt noch erkannt.[87]
- 9. September 1931 (in Berlin): Hermann Thielsch (* 30. Januar 1911), SA-Mann, Autoschlosser. Am 9. September 1931 wurde Thielsch beim Wachestehen vor dem SA-Sturmlokal Zur Hochburg, Gneisenaustraße 17, Ecke Solmsstraße, von Angehörigen des Rotfrontkämpferbundes beschossen und tödlich am Hals getroffen. Er starb kurz nach seiner Einlieferung ins Urban-Krankenhaus. Der Sturm 25 der Standarte 3, Berlin erhielt in Erinnerung an Thielsch die Bezeichnung „Sturm 24 Hermann Thielsch“.[88]
- 20. September 1931 (in Meseritz): Gustav Seydlitz (* 26. Juli 1906), SA-Mann (Scharführer), Arbeiter. Wohnhaft in Schwiebus, dort Mitglied des SA-Sturms 58. Seydlitz wurde am 20. September 1931 in Meseritz bei einer Auseinandersetzung von Kommunisten und Nationalsozialisten vor einem SA-Verkehrslokal durch einen Schuss, der ihn in Herznähe traf, getötet. Der Sturm 58/I/6 erhielt 1932 in Erinnerung an Seydlitz die Bezeichnung „Sturm 58 Gustav Seydlitz“.[89]
- 6. Oktober 1931 (in Essen): Erich Garth (* 29. Januar 1901), SS-Mann, Vertreter in Essen, bei gegenseitigen Überfällen von Kommunisten und Nationalsozialisten am 5. Oktober 1931 in Essen von einem Kommunisten niedergeschossen und am 6. Oktober an seinen Verletzungen verstorben[90]
- 11. Oktober 1931 (in Berlin): Kurt Nowack (* 16. September 1911 in Berlin-Lichtenberg), SA-Mann, Postverteiler. Nowack trat 1930 in die NSDAP und in die SA ein. Ab Herbst 1931 gehörte Nowack zum SA-Sturm 34/5. Am Abend des 10. Oktober 1931 ging Nowack nach dem Dienst mit den SA-Männern Erwin Sanders und Paul Drawall vom Sturm 35/5 vom Sturmlokal in der Petersburger Straße 85 heim. Vor dem Haus Schillerstraße 14, Ecke Kantstraße, kam es zu einer Auseinandersetzung der drei Männer mit Kommunisten. Gegen 1.00 Uhr nach am 11. Oktober fielen mehrere Schüsse, von denen einer Nowack tödlich verletzte. Er starb kurz nach seiner Einlieferung in das Auguste-Viktoria-Krankenhaus. Die Nationalsozialisten behaupteten hingegen in ihrer Propaganda, Nowack sei von Kommunisten ermordet worden. Das Schwurgericht Berlin kam hingegen im März 1932 zu dem Ergebnis, dass Nowack von dem SA-Mann Sonder und einem zweiten ungenannten SA-Mann in fahrlässiger Weise getötet worden sei.[91]
- 18. Oktober 1931 (in Berlin): Heinrich Böwe (* 22. Juni 1882), NSDAP-Mitglied, Gastwirt.[92]
- 29. Oktober 1931: Max Gohla (* 26. Juli 1900), SA-Mann, Obstpächter. Mitglied des Sturms 2/157. Gohla war am 25. Oktober 1931 mit einem Pferdefuhrwerk zwischen Paulsdorf und Kaulwitz unterwegs. Infolge von Trunkenheit stürzte er vom Kutschbock seines Fuhrwerkes, blieb im Gespann hängen, wurde mitgeschleift, bis das Gefährt in einem Straßengraben zum Stehen kam, und starb vier Tage später an seinen Verletzungen (Schädelbruch und Rückgratverletzungen). Die Nationalsozialisten verbreiteten die Behauptung, dass Gohla einem Anschlag von Sozialdemokraten zum Opfer gefallen sei.[93]
- 1. November 1931 (in Remscheid): Albert Müller (* 30. April 1881), Pflastermeister. Er wurde bei einer Auseinandersetzung mit Kommunisten getötet. In Remscheid wurde die Albert-Müller-Straße nach ihm benannt. Nach dem Zweiten Weltkrieg erhielt diese den Namen Obere Bahnhofstraße.[94]
- 5. November 1931: Erwin Moritz (* 2. April 1910), SA-Mann, Melker. Am 5. November 1931 wurde Moritz in der Graetzstraße von Kommunisten überfallen und niedergeschossen. Er starb bald danach im Urban-Krankenhaus an seinen Verletzungen. Er wurde am 11. November 1931 auf dem Luisenstädtischen Friedhof in Anwesenheit von Joseph Goebbels, Ernst Röhm und Wolf-Heinrich von Helldorf beigesetzt. 1932 erhielt der SA-Sturm 69/3 in Treptow in Erinnerung an Moritz die Bezeichnung „Sturm 69 Erwin Moritz“. Am 3. November 1933 wurde die Krüllstraße nach ihm in Erwin-Moritz-Straße umbenannt (am 31. Juli 1947 Rückbenennung in Krüllstraße) und eine Gedenktafel für ihn am Goldenen Hirsch angebracht.[95]
- 9. November 1931 (in Bremen): Wilhelm Decker (* 4. Dezember 1907), SA-Mann, Bootsbauer. Decker trat 1930 in die NSDAP und SA ein. Am 9. November 1931 gerieten NSDAP-Angehörige, die von einer Totengedenkfeier für die Getöteten des Hitler-Putsches von 1923 im Casino-Saal heimkehrten, in der Bremer Bornstraße, an der Grenze zwischen Bahnhofsviertel und Westlicher Vorstadt, mit Mitgliedern der SAP und des Reichsbanners aneinander. Dabei wurde Decker erstochen (Herzstich). Der SA-Sturm 4/75, Bremen, erhielt in Erinnerung an Decker die Bezeichnung „Sturm 4 Wilhelm Decker“. Das sozialdemokratische Volkshaus in Bremen wurde 1933 in Wilhelm-Decker-Haus umbenannt und der DAF zur Verfügung gestellt.[96]
- 9. November 1931: Karl Radke (* 18. September 1898). Der SS-Mann Radke kam bei einer Demonstration der SPD zum Gedenken an die Novemberrevolution in Eutin ums Leben, als die örtlichen Nationalsozialisten eine Auseinandersetzung mit dem vom Reichsbanner Schwarz-Rot-Gold geschützten Demonstrationszug anfingen. Bei dem Gerichtsverfahren stellte sich heraus, dass der Täter vermutlich in den Reihen des Reichsbanners zu finden war.[97]
- 11. November 1931 (in Neumünster): Martin Martens (* 8. September 1909), SS-Mann, Schlachter in Neumünster (Schleswig-Holstein). Am 11. November 1931 wurde eine SA- und SS-Gruppe, der Martens angehörte, auf dem Rückweg vom SS-Dienst in eine Auseinandersetzung mit Kommunisten verwickelt, bei der zwei SA-Männer von dem Kommunisten Emil Weißig niedergeschossen wurden. Bei der Verfolgung von Weißig wurde Martens auf dem Kuhberg von diesem niedergeschossen: Weißig wandte sich um, als sein Verfolger ihm näher kam, und verletzte diesen schwer durch einen Brustschuss. Anschließend wurde Martens in die Praxis des SA-Arztes Müller gebracht, wo er am Abend an seinen Verletzungen starb. Er wurde in Bordesholm beerdigt. Weißig erhielt eine fünfzehnjährige Zuchthausstrafe. Nach Martens wurden der SS-Sturm 8/40, der Marktplatz in Neumünster (Martin-Martens-Platz) und eine Straße in Kiel (ab 4. Juli 1945 Heckenrosenweg) benannt.[98]
- 11. November 1931 (in Lugau): Walter Thriemer (* 7. August 1907), SA-Mann (SA-Truppführer), Bäckergehilfe in Neuwiese. 1929 wurde Thriemer Mitglied von NSDAP und SA. Er baute die NSDAP-Ortsgruppe in Neuwiese auf. Zuletzt war er Truppführer im SA-Motorsturm IV/181. Am 11. November 1931 wurde Thriemer bei einer Auseinandersetzung mit Kommunisten vor dem Lokal Goldene Sonne in Lugau durch einen Herzstich tödlich verletzt. In Erinnerung an ihn wurde 1932 dem Motorsturm IV/181, Lugau, die Bezeichnung „Motorsturm IV/181 Walter Thriemer“ verliehen.[99]
- 15. November 1931 (in Kahlbude): Horst Hoffmann (* 2. November 1915 in Danzig-Schidlitz), SA-Mann. Mitglied der SA in Neuendorf. Hoffmann wurde am 15. November 1931 bei einer Auseinandersetzung von SA-Leuten und Angehörigen der kommunistischen Organisation Arschufo in Kahlbude, einem Dorf bei Danzig, durch einen Dolchstich in die Schlagader tödlich verletzt. In einem nachfolgenden Prozess wurden elf Beteiligte am 1. Februar 1932 zu Haftstrafen zwischen einem und drei Jahren wegen Körperverletzung mit Todesfolge verurteilt. Der Haupttäter Franz Bartowski erhielt eine Gefängnisstrafe von 27 Monaten. Nach 1933 wurde eine Straße in Danzig nach ihm in Horst-Hoffmann-Wall umbenannt. Außerdem erhielt der SA-Sturm 11/5 seinen Namen.[100]
- 25. November 1931 (in Worms): Hans Hobelsberger (* 8. August 1896 in Schwabach), SA-Mann (Truppführer), Schlosser. Hobelsberger lebte in Biblis. Im Herbst 1930 trat er der NSDAP und der SA bei. In den Morgenstunden des 4. November 1931, gegen 4.00 Uhr, wurde Hobelsberger, als er zusammen mit drei anderen SA-Männern mit dem Fahrrad von einer Strasser-Versammlung in Worms heimfuhr, nahe der Rheinbrücke von Kommunisten überfallen. Auf der Flucht riss seine Kette in der Mainzer Straße und er stürzte, daraufhin wurde er angegriffen und schwer verwundet (Leber und Milz waren durch Tritte gerissen, der Darm durch einen Stich eines Seitengewehr verletzt) und besinnungslos liegengelassen. Er wurde ins Krankenhaus eingeliefert, wo er am 25. November 1931 an seinen inneren Verletzungen starb.[101]
- 30. Dezember 1931: Kurt Thiel, SA-Scharführer, Mitglied des SA-Sturms 24. Thiel, der 1929 vom Reichsbanner zur SA gewechselt war, erschoss sich am 30. Dezember 1931. Um ihn für den Märtyrerkult verwenden zu können, wurde er von der NS-Propaganda zum Opfer des Kommunismus erklärt. Dies rationalisierte sie mit der folgenden Begründung: „Der steigende Terror seiner ehemaligen Genossen, die ständigen Zusammenstöße mit Kommune und Polizei, die häufigen Verwundungen, Verhaftungen und Gerichtsverfahren und schließlich die Ermordung seines Kameraden Thielsch verwirren seinen Geist.“ Er habe sich daher mit Bildern von Hitler, Hermann Thielsch und seines Sturmführers in der Hand erschossen.[102]

### 1932
- 1. Januar 1932 (in Völpke): Kurt Wietfeld (* 25. November 1908), SA-Mann, Malergehilfe aus Barneberg, Angehöriger des SA-Sturms 159. Am 1. Januar 1932 im Anschluss an eine nationalsozialistische Silvesterfeier im Lokal „Glückauf“ in Völpke bei Magdeburg gegen 3.00 Uhr morgens auf dem Heimweg von Kommunisten, die die Gruppe von SA-Leuten, zu der er gehörte, unter Beschuss nahmen, in der Nähe der Kaiser- und Schulstraße durch einen Schuss unterhalb des linken Schlüsselbeins tödlich verletzt. Nach ihm erhielt der SA-Sturm 31/165 in Völpke die Bezeichnung „Sturm 31 Kurt Wietfeld“.[103]
- 10. Januar 1932 (in Rendsburg): Richard Menzel (* 20. Mai 1910), SA-Mann, Maler aus Büdelsdorf, am 1. März 1931 in die NSDAP und SA eingetreten; erlitt nach einem Grenzschutz-Kurs von NSDAP-Anhängern in Rendsburg bei einer Auseinandersetzung von SA-Leuten mit Reichsbannerangehörigen und Kommunisten an der Ecke Baronstraße/Kronprinzenstraße („Menzelschlacht“) durch Steinbewürfe schwere Kopfverletzungen, an denen er abends kurz vor Mitternacht im Krankenhaus starb. Später erhielt der SA-Sturm nach ihm die Bezeichnung „Sturm 1 19 Richard Menzel“. Außerdem wurden Straßen in Kiel (Richard-Menzel-Straße; Benennung am 30. Januar 1936; am 4. Juli 1945 in Hagebuttenstraße umbenannt), Rendsburg, Büdelsdorf und Glückstadt nach ihm benannt.[104]
- 19. Januar 1932 (in Essen): Arnold Guse (* 14. Juni 1911), SS-Sanitäts-Mann, Arbeiter. Guse war 1931 aus Pommern nach Essen gekommen und dort in die SA eingetreten. Zum Jahresende 1931 wechselte er in die SS. Guse wurde am 19. Januar 1932 in Essen getötet: Irrtümlicherweise glaubten Nationalsozialisten, dass Schüsse, die an diesem Tag in der Mauerstraße fielen, ihnen galten, und erwiderten diese in zielloser Weise. Dabei wurde Guse aus Versehen von einem anderen SS-Mann – in dessen Schusslinie er stand – in den Rücken geschossen und getötet. Die NSDAP deklarierte Guse bald danach zum Märtyrer und behauptete, dass er von Kommunisten ermordet worden sei.[105] Hitler lobte öffentlich eine Belohnung von 500 RM für Informationen, die zur Aufklärung des Falles beitragen würden, aus. 1932 erhielt der Sturm 3/1/25 SS-Standarte in Erinnerung an Guse die Bezeichnung „Sturm 3 Arnold Guse“.[106][107]
- 19. Januar 1932 (in Berlin): Ernst Schwartz (* 3. März 1883 in Breslau), SA-Mann (Truppführer), Kunstmaler und Grafiker.[108]
- 23. Januar 1932 (in Zülz): Bruno Schramm (* 11. Mai 1903 in Kujau, Schlesien), SA-Mann, Diplom-Ingenieur in Zülz. Schramm war 1921 in das Freikorps Oberland eingetreten. 1929 wurde er Mitglied der NSDAP, für die er im Dezember 1930 eine Ortsgruppe in Zülz gründete. Schramm wurde in der Nacht vom 22. zum 23. Januar 1932 bei einer politischen Auseinandersetzung mit Kommunisten verletzt und starb kurz darauf an seinen Verletzungen. 1932 erhielt der SA-Sturm 21/63 in Zülz in Oberschlesien in Erinnerung an Schramm die Bezeichnung „Sturm 21 Bruno Schramm“.[109]
- 24. Januar 1932 (in Berlin): Herbert Norkus (* 26. Juli 1916 in Berlin)[110]
- 28. Januar 1932 (in Kauschen, Ostpreußen): Arno Kallweit (auch Kalweit) (* 7. März 1911), SA-Mann, Müllergeselle; Sohn eines Landwirtes, Mitglied des SA-Sturms in Kraupischken; Kallweit wurde bei einem nächtlichen Überfall auf dem Heimweg von einer SA-Versammlung hinter der Insterbrücke in Kauschen mit einem Pflasterstein geschlagen. Anschließend wurde er in ein Krankenhaus in Ragnit oder Tilsit gebracht, wo er seinen Verletzungen erlag. Nach 1933 erhielt der Kraupischker SA-Sturm seinen Namen. Außerdem wurde in Elbing der Arno-Kalweit-Weg nach ihm benannt.[111][112]
- 4. Februar 1932 (in Langensalza): Fritz Beubler, vollständig Karl Friedrich Beubler (* 14. Oktober 1911 in Merxleben), SS-Mann, Zimmermann; Beubler war Mitglied des SS-Sturmes 3/1/14 und Fahrer des Kreisbauernführers der NSDAP in seiner Heimat Arthur Presser. Am Abend des 29. Januar 1932 fand ein SS-Staffelabend in dem Lokal Mauffscher Gasthof in Nägelstedt statt. Vor dem Lokal entwickelte sich ein Handgemenge der SS-Leute mit politischen Gegnern, bei dem Beubler eine Schussverletzung im Unterleib (ein Projektil durchschlug seinen Körper von der linken Hüfte bis zum rechten Oberschenkel) erlitt. Er starb am 4. Februar im Kreiskrankenhaus Langensalza an seinen Verletzungen. Die NS-Propaganda behauptete, dass er von Kommunisten getötet worden sei. Bewohner seiner Heimatstadt erklärten nach 1945 hingegen, dass Beubler sich aus Versehen im Kampfgetümmel mit seiner eigenen Waffe tödlich verletzt habe. Während der NS-Zeit wurde alljährlich am 9. November auf dem Merxlebener Dorffriedhof eine Ehrenwache für ihn abgehalten. Ein Gedenkstein für ihn wurde nach 1945 entfernt. Zudem wurden der 12. Sturm der 67. SS-Standarte Erfurt und die Backgasse nach ihm benannt.[113]
- 7. Februar 1932 (in Berlin): Georg Preiser (* 21. März 1913 in Berlin), Hitlerjunge, Maschinenbaulehrling. Preiser trat 1931 in die HJ ein in der er Kameradschaftsführer wurde. Er wurde am 7. Februar 1932 bei einer politischen Auseinandersetzung erschlagen. Noch 1932 erhielt die SA-Schar 24 in Berlin in Erinnerung an Preiser die Bezeichnung „Schar 24 Georg Preiser“.[114]
- 8. Februar 1932 (in Schützen am Gebirge): Hans Karner, SA-Mann, landwirtschaftlicher Arbeiter. Mitglied des SA-Sturmes 3/76 in Donnerskirchen (Burgenland). Karner wurde am 7. Februar 1932 bei einer Tanzveranstaltung in Schützen in eine Auseinandersetzung mit dem Zimmermannsgehilfen Josef Turner, einem ehemaligen Mitglied des katholischen Burschenvereins, verwickelt. Dabei wurde er von diesem durch einen Stich ins Bein verletzt. Er starb nach der Einlieferung ins Krankenhaus an den Folgen seines großen Blutverlustes. Aufgrund der vormaligen Zugehörigkeit Turners zum katholischen Burschenverein wurde der bei einer unpolitischen Wirtshausschlägerei getötete Karner von der NS-Propaganda zu einem weiteren Opfer von „verbrecherischen Anschlägen der schwarz-roten [sic!] Mordfront“ stilisiert. In Erinnerung an ihn erhielt der SA-Sturm 3/76 in Donnerskirchen 1932 die Bezeichnung „Sturm 3 Hans Karner“.[115]
- 14. Februar 1932 (Neustadt bei Hamburg): Heinrich Heissinger (* 1909), SA-Mann, Kochsmaat. Mitglied der Marine-SA. Heissinger wurde am 14. Februar 1932 auf dem Weg zu einem SA-Sturmlokal erschossen.[116]
- 17. Februar 1932 (in Klein-Gaglow bei Cottbus): Walter Gornatowski (* 31. Dezember 1907 in Berlin), SA-Mann, Koch, Arbeiter. Am 17. Februar 1932 wurde Gornatowski zusammen mit anderen SA-Männern, die auf dem Weg zu einer Parteiveranstaltung in Klein Glagow waren, bei der sie als Saalschutz fungieren sollten, von Kommunisten angegriffen und durch Messerstiche tödlich verletzt. In Erinnerung an Gornatowski erhielt der SA-Sturm 10/52 in Cottbus die Bezeichnung „Sturm 10 Walter Gornatowski“.[117]
- 20. Februar 1932 (in Saarau, Kreis Schweidnitz): Franz Becker (* 14. März 1911), SA-Mann (Truppführer), kaufmännischer Gehilfe. Becker trat 1929 in die NSDAP und SA ein. Mitglied des Sturmes 1/10 in Schweidnitz. In der Nacht vom 19. zum 20. Februar 1932 wurde Becker nach einer NSDAP-Versammlung in Saarau bei einer Auseinandersetzung mit politischen Gegnern erschossen. Noch im Jahr 1932 erhielt der SA-Sturm 1/10 in Schweidnitz in Erinnerung an Becker die Bezeichnung „Sturm 1 Franz Becker“.[118]
- 20. Februar 1932 (in Massen, Bezirk Dortmund): Wilhelm Sengotta (* 1. Januar 1911), SA-Mann (Scharführer), Untertage-Schlosser. Sengotta trat im Herbst 1931 in die NSDAP und SA ein; Scharführer in Dortmund-Wickede. Er wurde auf dem Heimweg vom Dienst von Kommunisten erschossen.[119]
- 22. Februar 1932 (in Schwinde): Arthur Wiegels (* 25. Februar 1891)[120]
- 29. Februar 1932 (in Rostock): August Brackmann (* 18. April 1907), SA-Mann, Techniker. Brackmann trat 1931 in die NSDAP und SA ein. Brackmann wurde am 28. Februar 1932 bei einer politisch motivierten Auseinandersetzung in einem Wirtshaus im mecklenburgischen Tessin durch einen Messerstich schwer verletzt und starb am folgenden Tag im Krankenhaus Rostock. 1932 erhielt der Sturm 41/90 in Erinnerung an Brackmann die Bezeichnung „Sturm 41 August Brackmann“.[121]
- 6. März 1932 (in Berlin): Otto Ludwig (* 17. April 1886), SA-Mann, Telegraphenarbeiter (Obertelegraphensekretär). Ludwig trat 1932 in die NSDAP ein. Am Morgen des 6. März 1932 wurde Ludwig von Kommunisten beim Verteilen von Wahlflugblättern in der Choriner Straße in Berlin niedergeschossen und starb an seinen Verletzungen (Kopfschuss). Im Mai 1937 wurde eine neuentstandene Straße in Berlin nach ihm benannt (Ludwig-Straße). Im Januar 1952 wurde diese in Topsstraße umbenannt.[122]
- 8. März 1932 (in Breslau): Wilhelm/Willi Thielsch (* 6. Juni 1912), SA-Mann, Klempner. Thielsch wurde am 8. März 1932 von seinem Vater in betrunkenem Zustand, angeblich wegen politischer Streitigkeiten, erstochen. Während nationalsozialistische Quellen behaupteten, dass der Vater die Mitgliedschaft des Sohnes in der NSDAP und SA missbilligte, gaben NS-kritische Quellen an, dass der Vater selbst nationalsozialistisch war. Der SA-Sturm 5/1 in Breslau erhielt 1939 in Erinnerung an Thielsch die Bezeichnung „SA-Sturm 5/1 – Willi Thielsch“.[123]
- 14. März 1932 (in Gardelegen): Erich Jaenecke (* 12. Dezember 1904), SA-Mann, Landarbeiter. Jaenecke trat 1930 in die NSDAP und SA ein. Er wurde bei einer politisch motivierten Auseinandersetzung am 10. März 1932 schwer verletzt und starb am 14. März 1932 an seinen Verletzungen. In Erinnerung an ihn erhielt der SA-Sturm 21/16 in Dannefeld die Bezeichnung „Sturm 21 Erich Jaenecke“.[124]
- 4. April 1932 (in Mittweida): Max Beulich (* 9. Januar 1913 in Mittweida), SA-Mann, landwirtschaftlicher Arbeiter und Melker. Beulich war zunächst Kommunist in Mittweida gewesen, im Oktober 1931 lief er dann zu den Nationalsozialisten über. Beulich fuhr am 3. April 1932 mit anderen SA-Leuten mit dem Zug von Mittweida nach Chemnitz, um an einer Hitlerversammlung teilzunehmen; auf dem Rückweg nach Mittweida wurden die SA-Leute auf dem Bahnhofsvorplatz von Kommunisten empfangen und es kam zu einer Schlägerei. Beulich wurde schließlich in einer Gasse zum Schützenplatz niedergestochen. Mit einer Stichverletzung im Rücken wurde er ins Krankenhaus eingeliefert, wo er nach einer Notoperation an den Folgen seiner Verletzung (Stich in die Leber) starb. Die Nationalsozialisten benannten eine Straße in Mittweida nach Beulich (Max-Beulich-Straße). Außerdem trug der SA-Sturm 5/154 im Erzgebirge seinen Namen.[125]
- 8. April 1932 (in Chemnitz): Ludwig Frisch (* 27. Juli 1906), SS-Mann und Schlosser. Frisch wurde bei einer Auseinandersetzung mit Kommunisten am 4. April 1932 angeschossen und starb einige Tage später im Krankenhaus an seinen Verletzungen (Schussverletzung am Knie mit großem Blutverlust). Während der NS-Jahre wurde die Heinrich-Heine-Straße in Ebersdorf nach ihm in Ludwig-Frisch-Straße umbenannt. Seit 1945 heißt die Straße wieder Heinrich-Heine-Straße.[126]
- 8. April 1932 (in Berlin): Friedrich Hellmann (* 20. April 1901), SA-Mann, Schlossermeister. Mitglied des SA-Sturms 132/4. Ehemals Mitglied des Freikorps Lützow und Angehöriger der 6. Kompanie des 5. Reichswehr-Infanterieregiments. Im März 1931 bestand er an der Heeresfachschule für Gewerbe und Technik die Meisterprüfung im Schlosserhandwerk. 1931 trat er der SA bei, in der er dem Sanitätssturm 132 des VI. Sturmbannes der 4. Standarte in Berlin angehörte. Hellmann wurde in der Nacht vom 7. zum 8. April 1932 mit anderen SA-Leuten in der Pasteurstraße von Kommunisten beschossen und durch einen Bauchschuss verwundet. Am 8. April 1932 erlag er im Krankenhaus Friedrichshain seinen Verletzungen. An dem Haus Pasteurstraße 48, vor dem er gestorben war, wurde eine Gedenktafel angebracht.
- 10. April 1932: Heinz Brands (* 1905), SA-Mann, kaufmännischer Angestellter, 1932 in NSDAP und SA eingetreten, bei einem Zusammenstoß von SA-Leuten mit einer Gruppe von Reichsbannerangehörigen am Tag des zweiten Wahlgangs zur Reichspräsidentenwahl erschossen. In Erinnerung an ihn erhielt der Sturm 22 den Namen „Sturm 22 Heinz Brands“.[127]
- 10. April 1932: Harry Hahn (* 1906), SA-Mann, Steward, 1931 Eintritt in die NSDAP und SA, erlitt bei einem Feuergefecht mit Kommunisten einen Herzschlag. Die NS-Propaganda behauptete, er sei erschossen worden. Später erhielt der Sturm 24/76 in Hamburg in Erinnerung an ihn die Bezeichnung „Sturm 24 Harry Hahn“.[128]
- 17. April 1932 (in Wolfsberg): Silvester Gratzl (* 28. Dezember 1907 in Winkel bei Ebene), Faßbindergehilfe, im Mai 1931 Eintritt in die NSDAP und die SA, Mitglied des SA-Sturms 3/VIII, am 15. Mai 1932 bei einem Wirtshausbesuch in St. Andrae, der sich zu einer Schlägerei entwickelte, von einem Anhänger der Christlichsozialen durch mehrere Messerstiche in den Bauch schwer verletzt und am 17. April 1932 im Krankenhaus zu Wolfsberg an den Verletzungen gestorben. Nach ihm wurde der Sturm 37 VIII in St. Paul im Lavanttal „Sturm 3 Silvester Gratzl“ benannt.[129]
- 23. April 1932 (in Oldenburg): Johann Lüchtenborg (* 16. Dezember 1904 in Harkebrügge), SA-Mann, Landwirt in Ikenbrügge und Torfarbeiter; Sohn eines Kleinbauern. Am 10. April 1932 stellte Lüchtenborg nach dem Kirchgang nahe der Gastwirtschaft Hempten-Thole in Harkenbrügge zusammen mit dem SA-Mann Lieberum die zwei Angehörigen eines katholischen Arbeitervereins Schumacher und Alerding, als diese ein NSDAP-Wahlplakat abrissen. Bei der folgenden Auseinandersetzung erlitt er Stichverletzungen im Nacken, an denen er im Krankenhaus in Oldenburg verstarb. Nach ihm wurde die Siedlung Lüchtenborg benannt. Außerdem wurde an dem Ort, an dem Lüchtenborg niedergestochen wurde, ein schwerer Findling niedergelegt, der an ihn erinnerte.[130]
- 24. April 1932 (in Berlin): Udo Curth (* 30. Oktober 1909), SA-Mann, kaufmännischer Angestellter. Curth wurde in der Nacht vor der preußischen Landtagswahl des Jahres 1932 bei einer Auseinandersetzung mit Kommunisten vor dem Haus Möckernstraße 64 in Berlin erschossen. Der Todesschütze Franz Mels wurde am 8. Juli 1932 zu einer vierjährigen Haftstrafe verurteilt. Ein Komplize, August Wellnitz, konnte in die Sowjetunion fliehen. Curth wurde auf dem Luisenstädtischen Friedhof beigesetzt.[131]
- 5. Mai 1932: Paul Stenzhorn (* 9. Juli 1899), SA-Mann (Sturmführer), Schlosser aus dem pfälzischen Oberhausen an der Nahe. Stenzhorn war Sturmführer bei der 23. SA-Standarte und Ortsgruppenleiter der Ortsgruppe Oberhausen am Glan. Am 5. Mai 1932 wurde Stenzhorn von seinem Nachbarn, dem Zentrumsmitglied Karl Baab, im Streit vor einer Waldhütte des Pfälzer Waldvereins auf dem Lemberg mit einem Revolverschuss in die Brust niedergeschossen. Anschließend gab Baab einen weiteren Schuss auf den am Boden Liegenden ab. Er verstarb kurz darauf in der Hütte an den Folgen eines Lungenschusses. Die Tat war eine Vergeltung dafür, dass Stenzhorn Baab einige Wochen zuvor aus einer NSDAP-Veranstaltung herausgeworfen hatte. Baab erhielt eine dreijährige Freiheitsstrafe. Die Nationalsozialisten, insbesondere der pfälzische Gauleiter Josef Bürckel, nutzten den Vorfall für ihre Propaganda, so rief Bürckel zu einer „Stenzhornspende“ für die Versorgung von Stenzhorns Frau und Kindern auf.[132]
- 27. Mai 1932 (in Hötting): Sylvester Fink (* 1872), SA-Mann, Fleischhauergehilfe, am 27. Mai 1932 bei einer NSDAP-Versammlung im Gasthof Goldener Bär in der Schneeburggasse in Hötting, die von Sozialdemokraten und Kommunisten gesprengt wurde („Höttinger Saalschlacht“), von dem Schutzbündler Ludwig Zonta erstochen. Nach ihm wurde der SA-Reserve-Sturm 1/1 in Innsbruck in „Sturm I Sylvester Fink“ benannt. Außerdem wurde 1938 die Schneeburggasse in Sylvester-Fink-Straße umbenannt.[133][134]
- 31. Mai 1932 (in Burscheid): Jodokus Kehrer (* 2. März 1889), SA-Mann (Truppführer), Polizei-Betriebs-Assistent a. D. Kehrer wurde nach einer SA-Versammlung in Wermelskirchen am 31. Mai 1932 auf dem Heimweg nach Burscheid bei der Tenter Brücke von zwei Stadtverordneten der KPD, die von einem Motorrad aus auf eine Gruppe von NSDAP-Anhängern schossen, schwer verletzt und starb kurz darauf an seinen Verletzungen. Das Gericht sah es als erwiesen an, dass ein gewisser Pullem die Schüsse auf Kehrer abgegeben hatte. Nach dem Machtantritt der Nationalsozialisten wurde der Fall neu aufgerollt und der Stadtverordnete Zeno Berger ohne wirkliche Schuldbeweise zu einer Zuchthausstrafe von 15 Jahren verurteilt. Der SA-Sturm 22/172, Leichlingen, erhielt in Erinnerung an Kehrer die Bezeichnung „Sturm 22 Jodokus Kehrer“. In zahlreichen Städten wurden Straßen nach Kehrer benannt: So gab es Jodokus-Kehrer-Straßen in Burscheid, Leverkusen (bis 1936 Bürriger Straße; 1945 in „Von-Ketteler-Straße“ umbenannt; heute Heinrich-Brüning-Straße), Hilden (bis 1939 Südstraße; seit 1945 erneut Südstraße), Monheim am Rhein sowie in der Siedlung Neuss-Reuschenberg (ab Dezember 1937). In Burscheid wurde zudem ein Denkmal für ihn errichtet.[135]
- 3. Juni 1932 (in Lünen-Derne): Emil (Erich) Fröse (* 3. März 1905 in Osnabrück), SA-Mann, Bergmann in Lünen-Derne, 1931 Eintritt in SA und NSDAP, 1932 SA-Truppführer, am 3. Juni 1932 in einem SA-Sturmlokal von einem Kommunisten erschossen.[136]
- 19. Juni 1932 (in Wuppertal-Barmen): Hans Hilbert (* 24. Oktober 1909), SA-Mann (Scharführer), Kraftfahrer, bei einem Zusammenstoß von Kommunisten und Nationalsozialisten in der Wuppertaler Heidterstraße vor der Städtischen Feuerwache um 0:30 Uhr am Morgen des 19. Juni 1932 von Kommunisten niedergeschossen (Lungenschuss) und am Vormittag im Städtischen Krankenhaus gestorben. Am 8. November 1938 wurde am Eckhaus gegenüber der Heidter Feuerwache in Wuppertal eine von dem Bildhauer Friedrich Backhaus ausgeführte Gedenktafel für Hilbert eingeweiht. Das Haus wurde samt Gedenktafel während des Zweiten Weltkriegs zerstört.[137]
- 20. Juni 1932 (in Erkrath): Kurt Hilmer (* 22. Juni 1911), SS-Mann (Scharführer), Handlungsgehilfe. Hilmer war Mitglied des Sturms 6/11/20. Am 20. Juni 1932 wurde er zusammen mit dem SS-Mann Hermann Groß bei einer Böschung an einer Eisenbahnunterführung in der Nähe des Parteilokals der NSDAP in Erkrath von Kommunisten angegriffen. Er erlitt einen Bauchschuss, an dem er noch am Tatort verstarb. Die Kommunisten Peter Hupertz, Emil Schmidt und Otto Lukat wurden wegen des Verdachts, an der Tat beteiligt gewesen zu sein, in Haft genommen, jedoch noch 1932 wieder freigelassen, da sich der Verdacht gegen sie nicht bestätigt hatte. 1933 wurden die drei von den inzwischen an die Macht gelangten Nationalsozialisten erneut verhaftet und erneut angeklagt. Das Gericht verurteilte sie zum Tode, während sieben andere Angeklagte Haftstrafen erhielten. Die Hinrichtungen wurden am 27. März 1934 im Hof der Strafanstalt Ulmer Höh mit dem Beil vollstreckt. Heute geht die Forschung davon aus, dass die Männer mit dem Tod von Hilmer wahrscheinlich nichts zu tun hatten. 1933 wurde der Sturm 3 der 20. SS-Standarte nach Hilmer benannt. Außerdem erhielten der Kurt-Hilmer-Platz und mehrere Straßen seinen Namen.[138]
- 20. Juni 1932 (in Übach): Wilhelm Hambückers (* 15. März 1885), SA-Mann (Sturmführer), Bergmann; dreizehnmal vorbestraft (wegen schwerer Körperverletzung, Hausfriedensbruchs, Bedrohung, Widerstands, Hehlerei, Schmuggels, Ausgabe falscher Banknoten); gründete am 23. Oktober 1931 die Sturmabteilung in Merkstein, die im Januar 1932 als Sturm 15/25 zu einem eigenen Sturm erhoben wurde; im Juli 1932 zum Adjutanten des Sturmbannes 11/25 ernannt; in Boscheln-Übrach an der Straßenecke Wiesen- und spätere Hambückersstraße auf dem Heimweg vom SA-Dienst aus dem Hinterhalt erschossen.[139]
- 20. Juni 1932 (in Berlin): Helmut Köster (* 2. Oktober 1909), SA-Mann (Scharführer), Kaufmann. Mitglied des SA-Sturms 24 in Berlin. Köster wurde auf dem Rückweg von einem SA-Appell zusammen mit anderen SA-Männern von Kommunisten an der Ecke Gneisenaustraße Ecke Schleiermacherstraße in Berlin beschossen. Er erlitt einen Schuss in die Schläfe und starb am selben Tag im Krankenhaus. Joseph Goebbels hielt bei seiner Beerdigung auf dem Luisenfriedhof an seinem Grab eine demagogische Rede, in der er die SA dazu aufforderte, Rache für den Tod Kösters durch Gewalt gegen Andersdenkende zu nehmen. Im Mai 1937 wurde die Straße Luisenufer zwischen Oranienplatz und Kaiser-Franz-Grenadier-Platz nach Köster in Kösterdamm umbenannt (seit Juli 1947 trägt die Straße den Namen Legiendamm). An seiner Todesstelle wurde an dem Haus Schleiermacherstraße 23 eine nach 1945 entfernte Gedenktafel angebracht. Eine weitere Gedenktafel gab es in Kreuzberg.[140]
- 23. Juni 1932 (Dortmund-Dorstfeld): Heinrich Habenicht (* 13. November 1905), SA-Mann, Handlungsgehilfe in Dortmund. Habenicht trat im Januar 1932 in die NSDAP und SA ein. Am 23. Juni 1932 wurde Habenicht bei einem Zusammenstoß von Nationalsozialisten und Kommunisten in der Wittener Straße in Dortmund durch einen Schuss tödlich verletzt. Es bestand der Verdacht, dass er von einem anderen Nationalsozialisten versehentlich erschossen wurde. Seine Grabrede wurde von dem späteren Stabschef der SA Wilhelm Schepmann gehalten. In Erinnerung an Habenicht erhielt der SA-Sturm 3/98 die Bezeichnung „Sturm 3 Heinz Habenicht“. Außerdem wurde die Eintrachtstraße in Dortmund am 16. April 1937 in Heinz-Habenicht-Straße umbenannt.[141]
- 26. Juni 1932 (in Wattenscheid): Fritz Borawski (* 29. August 1902 in Wattenscheid), SS-Mann, Bergmann. Borawski wurde am 26. Juni 1932 auf dem Weg von Wattenscheid nach Bochum bei einem Zusammenstoß mit Kommunisten an der Kreuzung des Stadtgartenrings mit der Sommerdellenstraße durch einen Stirnschuss schwer verletzt und im Krankenhaus verstorben. Er wurde am 30. Juni 1932 beerdigt. Der Kommunist Erich Bergmann, der für Borawskis Tod verantwortlich gemacht wurde, wurde vom Sondergericht Bochum wegen Landfriedensbruchs in Tateinheit mit Raufhandel zu drei Jahren Zuchthaus verurteilt. Der Totschlag an Borawski konnte ihm vor Gericht nicht nachgewiesen werden. 1933 wurde Bergmann von der SS ins KZ Esterwege verschleppt und dort umgebracht. Der SS-Sturm 4/I/30 Wattenscheid erhielt in Erinnerung an Borawski am 1. Februar 1933 den Namen „SS-Sturm 4 Fritz Borawski“. Zudem wurde der Stadtgartenring in Wattenscheid am 13. Mai 1933 in Fritz-Borawski-Straße umbenannt.[142]
- 30. Juni 1932 (in Zeitz): Werner Gerhardt (* 22. Dezember 1912 in Zeitz)[143]
- 30. Juni 1932 (in Morlautern): Hermann Zapp (* 14. November 1906), SA-Mann, Metzger; am 30. Juni 1932 gegen 22. Uhr auf dem Heimweg von seiner Arbeitsstätte an der Ecke Morlautererstraße und Abendsberg von dem Kommunisten Mathias Heil, den er einige Tage zuvor aus der von seiner Mutter betriebenen Gaststätte hinausgeworfen hatte, mit einem Fleischermesser niedergestochen (Halsstich durch die Halsschlagader) und auf dem Transport ins Krankenhaus an den Verletzungen gestorben (Verblutung). Sein Begräbnis am 3. Juli 1932 wurde zu einem großangelegten Propagandaakt mit 15.000 Teilnehmern stilisiert. Nach ihm erhielt der SA-Sturm 6 die Bezeichnung „Sturm 6 Hermann Zapp“. Heil wurde zu zehn Jahren Zuchthaus verurteilt, die er in Straubing absaß, nach seiner Haftentlassung 1942 wurde er auf dem Weg nach Morlautern auf dem Hauptbahnhof Mannheim von der Gestapo verhaftet und ist seither verschollen. Am Tatort wurde ein Denkmal für Zapp eingerichtet.[144]
- 1. Juli 1932 (in Berlin): Hans Steinberg (* 1. März 1906), SA-Mann (Scharführer), Maler. Mitglied des Sturms 102. Steinberg wurde am 1. Juli 1932 auf dem Lenzener Platz, auf offener Straße, erschossen, wahrscheinlich aufgrund einer Personenverwechslung. Nach 1933 wurde ein Weddinger Gastwirt wegen der Beschuldigung, an der Tötung von Steinberg beteiligt gewesen zu sein, in das KZ Columbia-Haus verschleppt und dort misshandelt und gefoltert. 1934 wurde ein Schauprozess gegen die angeblichen Täter veranstaltet, in dem zwei Männer namens Taubener und Habermann die Hauptangeklagten waren. Die Nationalsozialisten stilisierten Steinberg derweil zum Heroen ihrer Bewegung: Noch im Jahr 1932 erhielt der SA-Sturm 102/S.X in Berlin die Berechtigung, in Erinnerung an Steinberg die Bezeichnung „Sturm 102 Hans Steinberg“ zu führen. Und am 4. Juli 1934 wurde der Lenzener Platz, wo Steinberg gestorben war, in Steinbergplatz umbenannt (den Namen Steinbergplatz führte er bis zum 31. Juli 1947; infolge von Baumaßnahmen im Jahr 1965 heute nicht mehr existent). Außerdem wurde auf dem Lenzener Platz ein Gedenkstein für Steinberg aufgestellt, der mit einer Rede des stellvertretenden Gauleiters Artur Görlitzer eingeweiht wurde.[145]
- 2. Juli 1932: Friedrich Karpinski (* 1894), SS-Mann, Bergmann; nach einem Propagandamarsch in der Stoppenberger Straße in Essen bei einer Straßenschlacht von Kommunisten niedergeschossen. Später wurde eine Straße nach ihm benannt. Außerdem erhielt der SS-Sturm 4/124 in Essen nach ihm die Bezeichnung „SS-Sturm 4 Friedrich Karpinski“.[146]
- 5. Juli 1932: Hans Handwerk (* 1916), SA-Mann, Schlosserlehrling, im März 1932 in die SA eingetreten, nach einem Propagandamarsch erschossen. In Erinnerung an ihn erhielt der Sturm 31/81 in Frankfurt am Main die Bezeichnung „Sturm 31 Hans Handwerk“. Der Kommunist Josef Reitinger wurde am 25. September 1933 auf Grund eines unter Folter abgelegten Geständnisses der Tat zum Tode verurteilt und am 10. November 1934 hingerichtet.[147]
- 5. Juli 1932 (in Dortmund): Walter Ufer (* 19. November 1889), NSDAP-Mitglied, Diplomkaufmann; Pressewart der Sektion Dortmund-Eving der NSDAP-Ortsgruppe Dortmund; am 1. Dezember 1931 in die NSDAP eingetreten; Ufer wurde am 24. Juni 1932 auf dem Weg zu einer NSDAP-Veranstaltung in Eving gegen 19.00 Uhr abends in der Nähe des Versammlungslokals von Kommunisten angegriffen und in der Bergstraße von einem Pflasterstein am Kopf getroffen. Anschließend wurde er am Boden liegend mit Zaunlatten und Eisenstangen misshandelt und getreten. Er erlitt einen Messerstich im Rücken, an dem er im Krankenhaus starb. Im März 1934 wurden der Bergmann Hans Voit und der Anstreicher Friedrich Rapior aufgrund des Todes von Ufer wegen gemeinschaftlichen Mordes und gemeinschaftlichen schweren Landfriedensbruchs zum Tode verurteilt und im August 1934 hingerichtet. Das Urteil wurde 1959 nachträglich von Mord in Totschlag umgeändert. Drei weitere Tatbeteiligte (Hermann Feldhaus, Hugo Beher, und Franz Kalipke) erhielten 1934 Zuchthausstrafen von 15 Jahren. Später wurde die Bergstraße in Dortmund in Erinnerung an ihn in Walter-Ufer-Straße umbenannt. Außerdem erhielt der Sturm 14/98 in Dortmund am 1. Februar 1933 die Bezeichnung „SA-Sturm 14 Walter Ufer“.[148]
- 10. Juli 1932 (in Ohlau): Georg Konjetzke (* 20. Oktober 1912), SA-Mann, Landarbeiter aus Rosenhain, bei einer Auseinandersetzung von SA-Leuten mit Reichsbanner-Angehörigen auf der Postbrücke im schlesischen Ohlau während des Rückzugs der SA von einem Beschuss durch die Reichsbannerleute von diesen eingeholt, mit Zaunlatten erschlagen und mit entstelltem Gesicht am Ohleufer geborgen. Später wurde die Postbrücke nach ihm in Georg-Konjetzke-Brücke benannt. Außerdem wurde der Sturm 32 in „Sturm 32 Georg Konjetzke“ umbenannt. 1934 wurde außerdem an der Ecke Schloßplatz und Stanetzki-Straße ein Denkmal für ihn und Herbert Stanetzki eingeweiht.[149]
- 10. Juli 1932 (in Beverungen): Ludwig Decker (* 28. November 1913 in Arenborn), SA-Mann, Schmiedelehrling. Mitglied des Sturms 10/136. Decker wurde nach der Rückkehr von einer Kundgebung in Lauenförde bei einem Straßenkampf mit Kommunisten in der Dalhäuser Straße in Beverungen durch einen Stich in den Oberschenkel schwer verletzt. Er starb am Abend im St.-Johannes-Krankenhaus. Der Täter, der Kommunist Fritz Diedrich, wurde durch das Sondergericht des Landgerichts Paderborn am 23. September 1932 zu fünf Jahren Gefängnis wegen Totschlags verurteilt. Er starb 1940 im KZ Oranienburg. Decker wurde derweil zum regionalen Märtyrer stilisiert: An seinem Todesort in Beverungen wurde 1933 ein Denkmal nach Plänen des Architekten Hermann Bartels aufgestellt (Decker-Denkmal). Außerdem wurde der SA-Sturm 22/230 nach Decker benannt.[150]
- 10. Juli 1932 (in Ohlau): Herbert Stanetzki (* 8. August 1907), SA-Mann, Kutscher, bei einer Auseinandersetzung in der Nähe des Schloßplatzes in Ohlau von einem Kopfschuss getötet. Im Andenken an ihn wurde der SA-Sturm 4/11 in Breslau („Sturm 4 Herbert Stanetzki“) und eine Straße in Ohlau (Herbert-Stanetzki-Straße) nach ihm benannt.[151]
- 11. Juli 1932 (in Steeden an der Lahn): Heinrich Grasmeher (* 22. März 1909 in Steeden an der Lahn), SA-Mann, Schlosser; Sohn eines Eisenbahnschaffners, arbeitete zuletzt bei den Kerkerbacher Kalkwerken bei Koblenz; im Januar 1932 trat er in die NSDAP und SA ein; bei einer Auseinandersetzung mit dem Reichsbannermann Freitag in der Gaststätte „Denner“ am 1. Juli 1932 von dessen Vater mit einer Klinge an der Halsschlagader verletzt und gestorben. An der Todesstelle wurde später eine Gedenktafel angebracht. Zudem wurde der SA-Sturm 22/7 in Erinnerung an Grasemeher in „Sturm 22 Heinrich Grasmeher“ umbenannt.[152]
- 12. Juli 1932: Curt/Kurt Kreth (* 22. Dezember 1899), SA-Standartenführer, Gutsbesitzer; Standartenführer auf Domäne Neuhof im Kreis Bublitz in Pommern; Sohn des ehemaligen Reichstagsabgeordneten Hermann Kreth (Deutschkonservative Partei), Vater von zwei Kindern; ehemaliger Kadett in Lichterfelde, Weltkriegsteilnehmer, Oberschlesienkämpfer in der Nachkriegszeit; am 1. Juli 1932 wurde Kreth bei einer Motorradfahrt von politischen Gegnern zusammen mit seinem Adjutanten Günther Roß (siehe nachfolgender Eintrag) überfallen. Er starb zwölf Tage später an einem Schädelbruch. Die SA-Standarte 61, Schlawe, erhielt 1932 in Erinnerung an Kreth die Bezeichnung „Standarte 61 Kurt Kreth“.[153]
- 12. Juli 1932 (bei Zanow, Kreis Schlawe/Hinterpommern): Günther Roß (* 27. August 1900 in Niederschönhausen), SA-Mann, Studienassessor. Roß war Mitglied der SA-Standarte 61 und des NS-Lehrerbundes. Roß wurde auf einer Dienstfahrt, die er zusammen mit dem Standartenführer Curth Kreth, den er als Adjutant begleitete, unternahm, von Kommunisten angegriffen, vom Motorrad gezogen und schwer misshandelt. Er starb einige Tage danach an seinen Verletzungen. Er wurde auf dem Städtischen Friedhof Weißensee beigesetzt (Abt. K, Wahlreihe 16, Nr. 1). Nach Roß war das „Günther Roß-Realreformgymnasium“ in Berlin-Weißensee benannt. Außerdem erhielt die Günther-Ross-Straße in Berlin seinen Namen. Seine Dissertation über Das Leben des Freiherrn von Altenstein bis zum Jahre 1807 wurde postum 1941 veröffentlicht.[154] Düsseldorf benannte um 1939 die Volksschule an der Ritterstraße nach ihm.
- 12. Juli 1932 (in Berlin): Fritz/Friedrich Schröder (* 4. November 1908), SA-Mann, Versicherungsbeamter. Schröder wurde 1932 bei einer politisch motivierten Auseinandersetzung mit KPD und Reichsbanner angeschossen. Kurz darauf starb er im Urban-Krankenhaus an seinen Verletzungen. Er wurde am 23. Juli 1932 auf dem Waldfriedhof in Eberswalde beerdigt. Noch 1932 erhielt der SA-Sturm 124/8 in Berlin nach ihm die Bezeichnung „Sturm 124 Friedrich Schröder“. Am 20. Mai 1937 wurde das Elisabethufer in Berlin nach ihm in Schröderdamm umbenannt (seit dem 31. Juli 1947 trägt die Straße den Namen Leuschnerdamm).[155]
- 17. Juli 1932 (in Altona): Heinz/Heinrich Koch (* 14. November 1903), SA-Mann (Scharführer), Kellner. Koch trat im April 1931 in die SA ein. Koch wurde am 17. Juli 1932 bei einer Straßenschlacht von SA und Kommunisten in Altona (Altonaer Blutsonntag) durch einen Schuss ins Herz und einen weiteren in den Kopf getötet. Der Rathenaupark in Hamburg wurde nach 1933 in Koch-Büdding-Park umbenannt. Außerdem erhielt ein Alsterdampfer seinen Namen.[156]
- 17. Juli 1932: Ullrich/Ulrich Massow (* 4. August 1912), SA-Mann (Scharführer), Schmied. Am 17. Juli 1932 führte die SA-Standarte Greifswald einen Aufmarsch durch. Auf dem Markt der Stadt weihte der Gauleiter die Hakenkreuzfahne des Studentenbundes. In der Folge kam es zu verschiedenen Übergriffen von SA-Männern auf politisch Andersdenkende. Nach der Veranstaltung radelten neunzehn SA-Männer auf der Loitzer Landstraße stadtauswärts. Als sie bei einer kommunistischen Barackensiedlung von den Bewohnern mit provozierenden Zurufen eingedeckt wurden, beschlossen sie, Halt zu machen und die Baracken zu stürmen. Bei der Gegenwehr der Bewohner gegen den Angriff der SA-Leute wurde Massow durch einen Lungenschuss verletzt. Auf der Straße liegend wurde er von zwei Frauen mit Knüppeln erschlagen. Außerdem starben zwei weitere SA-Männer, Bruno Reinhard und Herbert Schuhmacher („Greifswalder Blutsonntag“). Die Schlägerei endete mit einem Rückzug der Nationalsozialisten. Massow wurde am 21. Juli 1932 zusammen mit Bruno Reinhard beerdigt, wobei der Gauleiter Wilhelm Karpenstein die Gedenkrede hielt. Nach ihm wurde eine Straße in Greifswald in Ulrich-Massow-Straße umbenannt (seit 1946 trägt sie den Namen Heinrich-Heine-Straße). Der SA-Sturm 11/49, Greifswald, erhielt in Erinnerung an Massow bereits 1932 die Bezeichnung „Sturm 11 Ulrich Massow“.[157]
- 17. Juli 1932 (in Greifswald): Bruno Reinhard (* 22. Januar 1908), SA-Mann, Zoologiestudent. Am 17. Juli 1932 führte die SA-Standarte Greifswald einen Aufmarsch durch. Auf dem Markt weihte der Gauleiter die Hakenkreuzfahne des Studentenbundes. In der Folge kam es zu verschiedenen Übergriffen von SA-Männern auf politisch Andersdenkende. Nach der Veranstaltung radelten neunzehn SA-Männer auf der Loitzer Landstraße stadtauswärts, wo sie bei einer kommunistischen Barackensiedlung auf provozierende Zurufe hin beschlossen, Halt zu machen, und die Baracken stürmten. Bei der Gegenwehr der Bewohner wurde Reinhard durch einen Herzschuss getötet. Außerdem starben zwei weitere SA-Männer („Greifswalder Blutsonntag“). Die Schlägerei endete mit einem Rückzug der Nationalsozialisten. Reinhard wurde am 21. Juli 1932 beerdigt, wobei der Gauleiter Wilhelm Karpenstein die Gedenkrede hielt. Nach ihm wurde ein Studentenhaus in „Bruno-Reinhard-Haus“ benannt. Der SA-Sturm 10/49, Greifswald, erhielt in Erinnerung an Reinhard die Bezeichnung „Sturm 10 Bruno Reinhard“.[158]
- 17. Juli 1932: Herbert Schuhmacher (* 10. Oktober 1913), SA-Mann. Während des Greifswalder Blutsonntags (siehe vorstehender Eintrag) nach einem Zusammenstoß von SA-Leuten und Kommunisten bei einer Greifswalder Barackensiedlung auf der Flucht angeschossen und anschließend am Boden liegend von dem Melker Albert Peters mit einer Latte totgeschlagen. Er verstarb infolge „stumpfer Gewalt auf den Hinterkopf“. Bei seiner Einäscherung kam es zum Eklat, da sein Vormund ein christliches Begräbnis verbot und erklärte, er sei „als Verführter gefallen“.[159]
- 17. Juli 1932 (Altona): Helene Winkler, geb. Engelhardt (* 9. Dezember 1909), NSDAP-Anhängerin. Winkler war die Ehefrau eines SA-Mannes und seit 1931 Helferin in der NS-Frauenschaft des Kreises Höhenluft. Am 17. Juli 1932 (Altonaer Blutsonntag) besuchte Winkler mit zwei Freundinnen die Stadt Altona, um sich einen Propagandamarsch der SA anlässlich der bevorstehenden Reichstagswahl anzusehen, an dem auch ihr Mann teilnahm. Gegen 17.30 Uhr geriet Winkler, die den Zug nicht begleitete, in der Blumenstraße vor der Diakonissenanstalt in einen Schusswechsel von Nationalsozialisten und Kommunisten, bei dem sie tödlich getroffen wurde. Dem Obduktionsbericht zufolge wurde sie von einer von der Thedestraße kommenden Kugel aus einem Militärgewehr nahezu horizontal durchbohrt. Wahrscheinlich stammte das Geschoss aus der Waffe eines Angehörigen des von der Hamburger Polizeiführung mit der Räumung der umliegenden Straßen beauftragten Polizeikommandos zur besonderen Verwendung (auch: „Kommando Kosa“ nach seinem Führer Franz Kosa), das an diesem Tag bei Aktionen gegen vermeintliche Dach- und Heckenschützen zwölf oder dreizehn unbeteiligte Passanten und Anwohner umliegender Häuser tötete.[160]
- 18. Juli 1932 (in Hamburg): Peter Büdding (* 1908 in Altona), SA-Anwärter, Steward, am Altonaer Blutsonntag (17. Juli 1932) bei einer Straßenschlacht von SA und Kommunisten lebensgefährlich verletzt, am folgenden Tag an seinen Verletzungen gestorben[161]
- 27. Juli 1932 (in Oberwiehl): Robert Bitzer (* 3. Januar 1902), SA-Mann, Hammerschmied. Bitzer wurde am 27. Juli 1932 beim Plakatekleben im Raum Wiehl bei Köln in der Nähe des Bahnübergangs Oberwiehl in Richtung Ohlerhammer in eine Auseinandersetzung mit fünf Angehörigen der Eisernen Front (Otto Stoffel, Ernst Schellenberg, Berthold Danielzick, Elfriede Schütz, Karl Becker) verwickelt. Hierbei erlitt Bitzer eine Stichverletzung von hinten (Nierenstich), an der er noch vor Ort starb. Dem SA-Sturm 12/65 in Oberwiehl wurde noch 1932 in Erinnerung an ihn die Bezeichnung „Sturm 12 Robert Bitzer“ verliehen.[162]
- 28. Juli 1932 (in Eilendorf bei Aachen): Johann Raskin (* 4. April 1906), SA-Mann (Scharführer), Mechaniker; Mitglied des Aachener Nachrichtensturms 2 der 25. SA-Standarte; Raskin klebte in der Nacht vom 27. zum 28. Juli 1932 zusammen mit vier anderen SA-Männern politische Plakate in der Ortschaft Eilendorf. Gegen Mitternacht wurde Raskin in der Josefstraße von Unbekannten alleine angetroffen, niedergeschlagen und, am Boden liegend, mit zwei Revolverschüssen in Bauch und Leber schwer verletzt. Er starb kurz danach an seinen Verletzungen, noch bevor Rettungskräfte vor Ort eintrafen. In Eilendorf wurde nach 1933 die Johann-Raskin-Straße nach ihm benannt. In der Literatur werden zum Teil zwei Kommunisten namens Baur und Martin als Täter genannt. Einem zeitgenössischen Bericht der Vossischen Zeitung zufolge wurden zunächst 13 Kommunisten aus Eilendorf in Haft genommen, dann aber, da der Tatverdacht sich nicht aufrechterhalten ließ, wieder auf freien Fuß gesetzt. Stattdessen hätten die Ermittlungen ergeben, dass Raskin aufgrund eines Irrtums von seinen eigenen Gesinnungsgenossen erschossen worden sei: Eschweiler SA-Leute, die einer Klebekolonne zum Schutz folgten, hätten Raskin, den sie nicht kannten, erschossen, da sie ihn für einen Parteigegner gehalten hätten.[163]
- 29. Juli 1932 (in Wiederitzsch): Erich Sallie (* 5. April 1913 in Praust), SA-Mann, Landwirtsgehilfe; nach einer Versammlung am 28. Juli 1932 in Wiederitzsch bei einer Straßenschlacht an der Ecke Stenzler- und Blücherstraße niedergestochen, an einem Stich in die Halsschlagader gestorben. Die Kommunisten Ernst Theodor Schiebel (* 23. Februar 1905) und Erich Schiebel (* 15. März 1909) wurden wegen der Tat zur Fahndung ausgeschrieben. In Wiederitzsch wurde eine Straße (heute Hermann-Keller-Straße) nach Sallie benannt.[164]
- 30. Juli 1932 (in Königsberg): Otto Reinke (* 8. Juni 1913), SA-Mann, bei einem Kampf mit Kommunisten in der „KPD-Hochburg“ in der Selkestraße erstochen.[165][166]
- 31. Juli 1932 (in Itzehoe): Peter Kölln (* 3. Juni 1910), SA-Mann, Gärtner. Kölln trat 1929 der NSDAP und SA bei. Er war Mitglied des SA-Sturms 23. Am 31. Juli 1932 wurde Kölln am Lübschen Kamp bei Itzehoe von Kommunisten erschossen. Anlässlich seiner Beerdigung am 4. August 1932 erhielt der SA-Sturm 23/212 in Krempe in Erinnerung an ihn die Bezeichnung „Sturm 23 Peter Kölln“.[167] Ein Findling zu seinem Gedenken wurde am Lübschen Kamp aufgestellt.[168]
- 31. Juli 1932 (in Essen): Friedel/Friedrich/Fritz Schrön (* 21. Juni 1914), SA-Mann, Kaufmannslehrling. Schrön wurde am 31. Juli 1932 in Essen bei einer Auseinandersetzung mit politischen Gegnern von einem Polizisten erschossen. Am 17. Juni 1933 wurde der Frohnhauser Markt nach Schrön in Friedel-Schrön-Platz umbenannt (zum 18. Juni 1945 erhielt er seine alte Bezeichnung zurück)[169]

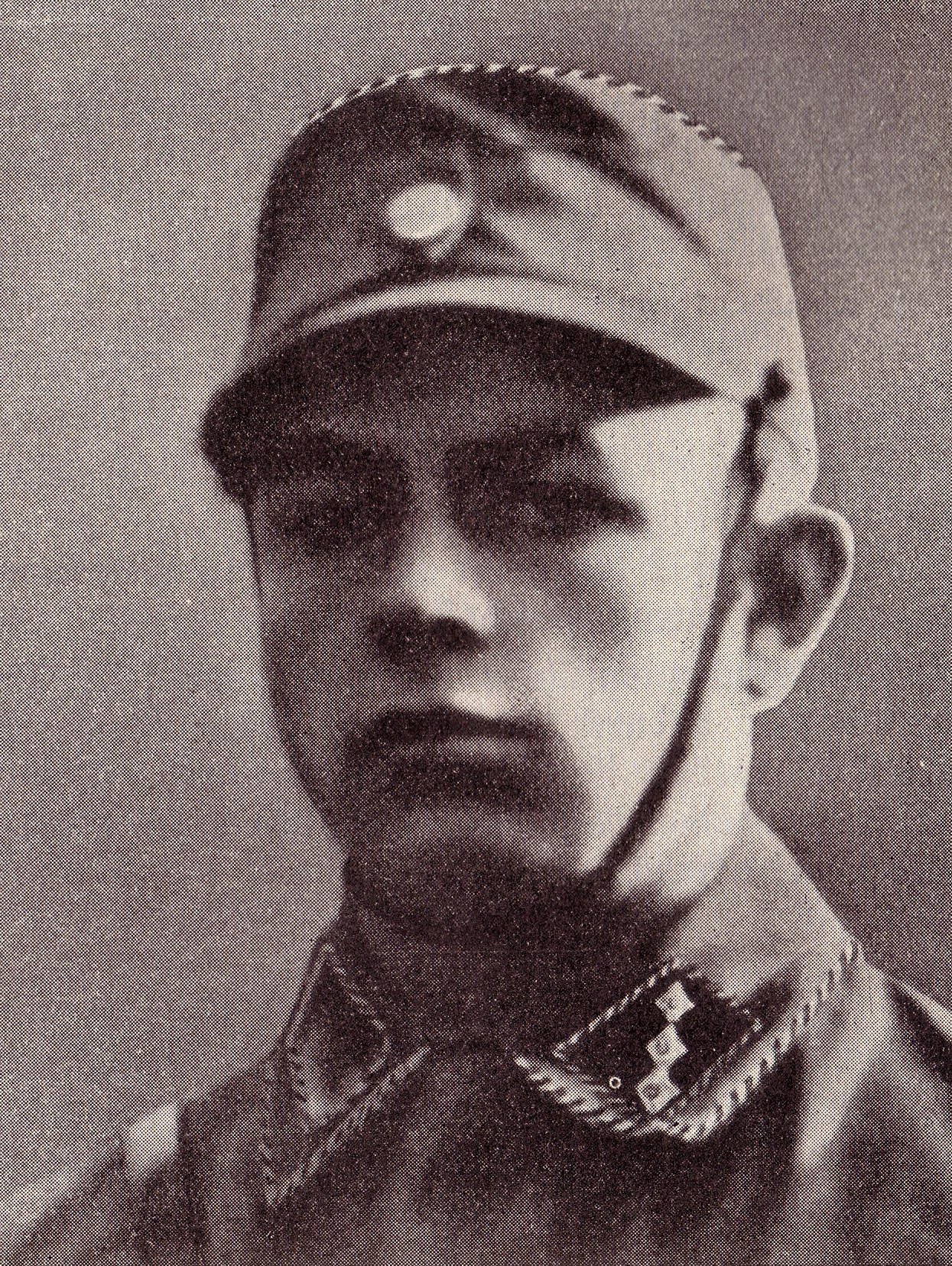
Axel Schaffeld, der bei einer von seiner SA angezettelten Schießerei im Juli 1932 ums Leben kam.

- 1. August 1932 (in Braunschweig): Axel Schaffeld (* 23. November 1904 in Peine)[170]
- 3. August 1932 (in Frohburg): Hans/Johannes Reifegerste (* 9. April 1886), Kaufmann, Propagandaleiter der NSDAP-Ortsgruppe Frohburg und Leiter der Ortsgruppe Escherfeld. Reifegerste wurde bei einer Auseinandersetzung mit Kommunisten am 31. Juli 1932 in Frohburg mit einem Dolchstoß schwer verletzt und starb am 3. August 1932 an seinen Wunden. Am 7. August 1932 begraben.[171]
- 3. August 1932 (in Berlin): Fritz Schulz (* 26. Januar 1893), SA-Mann (Obertruppführer), SS-Anwärter Friseur. Schulz wurde am 3. August 1932 bei einer Straßenschlacht von Nationalsozialisten und Kommunisten in Berlin vor dem kommunistischen Verkehrslokal „Zur alten Linde“ in der Triftstraße 67/Ecke Sparrstraße durch einen Kopfschuss getötet. Er wurde am 7. August 1932 auf dem Friedhof an der Bergmannstraße in Anwesenheit von Karl Hanke, der Joseph Goebbels vertrat, begraben. Sein Grab war das mittlere Grab eines Gemeinschaftsgrabes, in dem auch Erich Sagasser (rechts) und Hans Steinberg (links) untergebracht waren. Noch 1932 erhielt der SS-Sturm 2/III/42 in Berlin-Nord 65 in Erinnerung an Schulz die Bezeichnung „SS-Sturm 2 Fritz Schulz“. An seinem Todesort wurde am 11. August 1934 eine Gedenktafel angebracht. Am 29. August 1933 wurde die Genter Straße im Wedding nach Schulz in „Fritz-Schulz-Straße“ umbenannt (seit dem 31. Juli 1947 trägt sie wieder den Namen Genter Straße).[172]
- 9. August 1932 (in Reichenbach): Kurt Jaehnke (* März 1904), SS-Mann, Kaufmann. Der SS-Mann Kurt Jaehnke wurde in der Nacht vom 8. zum 9. August 1932 bei einem Sprengstoffanschlag, den er in der Pulvergasse in Schweidnitz auf den aus einem Wirtshaus heimkehrenden sozialdemokratischen Journalisten Carl Paeschke unternahm, schwer verletzt als die zu einer Bombe umgebaute Artilleriekartusche, die er auf Paeschke werfen wollten, vorzeitig in seiner Hand detonierte. Er starb auf dem Transport ins örtliche Krankenhaus an seinen schweren Verletzungen. Die NS-Presse behauptete einige Tage lang wahrheitswidrig, dass Jaehnke das Opfer eines marxistischen Mordanschlages geworden sei: Kommunisten und Reichsbannerleute hätten gemeinsam aus einem Gebüsch eine Handgranate auf ihn geworfen, als er auf dem Heimweg war. Die preußische Regierung zwang die NS-Presse schließlich diese nachweislich unzutreffende Behauptung zu widerrufen. An Jaehnkes Begräbnis nahm der schlesische Gauleiter Brückner teil. 1933 wurde ein Denkmal auf seinem Grab errichtet.[173] (siehe auch Schweidnitzer Sprengstoffprozess)
- 30. August 1932 (in Berlin): Herbert Gatschke (* 14. Oktober 1906)[174]
- 3. September 1932: August Aßmann (* 11. August 1914), SS-Mann, Baufachschüler. Mitglied des SS-Sturms 1/11/38. Am 6. September 1932 fand eine NS-Versammlung in Graz statt. Außerhalb der Versammlung kam es zu zahlreichen Auseinandersetzungen von Jungsozialisten und Nationalsozialisten. Bei einer solchen Auseinandersetzung wurden sechs SS-Leuten in Zivil, darunter Aßmann, von Jungsozialen an der Albrechtsbrücke überfallen und über die Brücke zum Fischmarkt gejagt. Aßmann erlitt dabei einen schweren Messerstich. Er starb kurz nach seiner Einlieferung in das Spital der Barmherzigen Brüder.[175]
- 7. September 1932 (in Leoben, Steiermark): Josef Laß, SS-Mann, Maschinenschlosser. Laß wurde am 7. September 1932 auf dem Heimweg von einer Versammlung in Leoben beim Stadtturm in der Nähe der Schulgasse erschossen. Als Täter wurde ein Jungsozialist ermittelt. Sein Begräbnis wurde von den Nationalsozialisten propagandistisch ausgeschlachtet.[176]
- 10. Oktober 1932 (in Stuttgart): Gregor Schmid (* 1. April 1912), SA-Mann, Konditor. Schmid wurde bei einer Schlägerei in der oberen Königstraße in Stuttgart in der Nacht vom 31. Juli zum 1. August 1932 schwer verletzt und starb am 10. Oktober an seinen Verletzungen. Die Todesursache war nicht genau zu ermitteln, dennoch sprach die NS-Propaganda davon, dass Schmid Opfer von „Rotmord“ geworden sei. 1933 wurde eine Straße in Stuttgart nach ihm in Gregor-Schmid-Straße benannt (seit 1945 trägt sie den Namen Neue Brücke).[177]
- 16. Oktober 1932 (in Wien): Josef Staller, SA-Mann, Bauspengler. Staller wurde am 16. Oktober 1932 bei einem Propagandamarsch der NSDAP in Simmering zusammen mit anderen SA-Leuten in eine gewaltsame Auseinandersetzung mit Schutzbündlern verwickelt (Simmering-Zusammenstöße). Dabei wurden fünfunddreißig Polizisten, 8 bis 18 SA- und SS-Leute sowie dreißig weitere Personen verletzt. Staller und der SA-Mann Otto Sennhofer wurden von Schutzbündlern erschossen. Der SA-Sturm 22/24 in Wien erhielt in Erinnerung an ihn die Bezeichnung „SA.-Sturm 22/24 Josef Staller“. In Wien wurde am 9. Dezember 1938 die Gomperzgasse nach Staller in Stallergasse umbenannt (seit 1945 trägt sie wieder den Namen Gomperzgasse).[178]
- 16. Oktober 1932 (in Leipzig): Alfred Kindler (* 1. Dezember 1907 in Leipzig), SA-Mann, Bäcker. Sohn eines Kraftwagenfahrers; trat am 1. März 1931 in die SA und NSDAP ein. Kindler wurde am 16. Oktober um 21.30 Uhr nach einer NSDAP-Parteiversammlung auf dem Leipziger Messegelände (Goebbelsrede) bei einem Zusammenstoß von Nationalsozialisten und Kommunisten in der Kirchstraße in Leipzig von Schüssen schwer verletzt (Lungenschuss). Er starb kurz darauf im Krankenhaus an den Folgen. In Leipzig wurde die damalige Kirchstraße 1933 nach Kindler in „Alfred-Kindler-Straße“ benannt (heute: Hermann-Liebmann-Straße).[179]
- 22. Oktober 1932 (Castrop-Rauxel): August Pfaff (* 25. März 1910), SS-Mann, Elektriker; seit Februar 1932 im SS-Sturm 6/I/30 (Castrop-Rauxel). Pfaff wurde am 22. Oktober 1932 bei einem Zusammenstoß von Kommunisten und Nationalsozialisten in Castrop-Rauxel, an der Ecke Freiligrath-/Eckenerstraße in Ickern, von einem Schuss getroffen (Lungensteckschuss). Die Nationalsozialisten hatten zuvor Flugblätter verteilt. Er starb am Abend im Evangelischen Krankenhaus an seiner Verletzung. Die NS-Justiz ermittelte in dem Fall bis 1937, ohne die Flüchtigen fassen zu können. Der SS-Sturm 3/30 erhielt am Tage von Pfaffs Beisetzung in Erinnerung an ihn die Bezeichnung „SS-Sturm 3 August Pfaff“. In mehreren Städten wurden Straßen nach ihm benannt: Die August-Pfaff-Straße in Gelsenkirchen und die August-Pfaff-Straße in Dortmund (seit 16. April 1937; zuvor: Nonifatiusstraße). In Herne wurde 1943 der bisherige Josef-Wagner-Platz nach ihm benannt (August-Pfaff-Platz). Zudem erhielten eine Schule in Castrop-Rauxel (August-Pfaff-Schule) und ein HJ-Heim in dieser Stadt (August-Pfaff-Heim) seinen Namen.[180]
- 23. Oktober 1932 (in Langendreer): Helmut Barm (* 1. Juli 1913 in Bochum-Langendreer), SA-Mann, Bürogehilfe. Barm trat am 1. August 1931 in die NSDAP, die NSBO und die SA ein. Er gehörte dem SA-Sturm 15/17 an. Am 22. Oktober 1932 wurde er auf dem Heimweg von einer Veranstaltung in Dortmund-Lütgendortmund in das SA-Heim in Langendreer in der Kaltehardtstraße von dem Schutzpolizeibeamten Buschenhofen niedergeschossen. Er verstarb am folgenden Morgen im Knappschaftskrankenhaus Langendreer an seinen Verletzungen. Buschenhofen wurde zu einer Gefängnisstrafe von zwanzig Monaten verurteilt. Am 1. Februar 1933 erhielt der SA-Sturm 15/17 in Bochum-Langendreer in Erinnerung an Barm die Bezeichnung „SA-Sturm 15 Helmut Barm“. Zudem wurden nach 1933 diverse Straßen nach ihm benannt: So wurde 1933 der „Helmut-Barm-Platz“ in Bochum nach ihm benannt (zuvor: Kolpingplatz) und am 16. April 1937 erhielt die „Helmut-Barmstraße“ in Dortmund (zuvor Leipziger Straße) Barms Namen. Im August 1936 wurde außerdem noch ein Flugzeug der Luftwaffe nach Barm benannt.[181]
- 27. Oktober 1932 (in Berlin): Richard Harwik (* 2. April 1883), SA-Mann (Scharführer), Zimmermann. Harwik war Veteran des Ersten Weltkriegs und Teilnehmer der Oberschlesienkämpfe von 1921. Er war verheiratet und Vater von vier Kindern. Zudem war er wegen schweren Diebstahls und gefährlicher Körperverletzung mit 12 Jahren Zuchthaus vorbestraft. In der SA war er Mitglied des Sturms 65/1/6. Am 26. Oktober 1932 verrichtete er Saalschutzdienst bei einer NSDAP-Veranstaltung in den Germaniasälen und besuchte dann ein Sturmlokal. Auf dem Heimweg traf Harwik gegen 3.00 Uhr nachts in angetrunkenen Zustand in der Oranienburger Straße auf einen kommunistisch eingestellten Kontrolleur des Zirkus Busch, der ebenfalls angetrunken war. Dem Polizeibericht zufolge grüßte Harwik den Mann mit „Heil Hitler“, woraufhin dieser mit „Heil Moskau“ antwortete. Harwik ging daraufhin auf den anderen los und erhob sein Fahrrad zum Schlag, woraufhin dieser ihm einen Boxhieb versetzte: Harwirk stürzte so unglücklich zu Boden, dass er eine Gehirnerschütterung davontrug, an deren Folgen er acht Stunden später im Hedwigkrankenhaus starb. Die Polizei gelangte bei ihrer Untersuchung zu dem Ergebnis, dass es sich um ein Zusammentreffen unglücklicher Zufälle, und nicht um ein Verbrechen, gehandelt hatte und ließ den Kontrolleur wieder frei. Dennoch behauptete die NS-Presse, das Harwik das Opfer eines Mordes durch politische Gegner gewesen sei ("SA-Mann Richard Harwik von brutaler Marxisten-Faust erschlagen", und "Polizei läßt den Mörder frei"). Richtigstellungen der Polizei, dass die Tat kein Totschlag und zumal kein Mord gewesen sei, sondern eine Schlägerei zwischen Betrunkenen, wobei der Kontrolleur womöglich sogar in Notwehr gehandelt hätte, ignorierte die NS-Presse, zumal das Berliner NS-Blatt Der Angriff um stattdessen weiter zu behaupten, dass Harwik durch marxistischer Mörderhand zu Tode gekommen sei. Harwik wurde am 2. November 1932 in Anwesenheit von Joseph Goebbels, der eine Grabrede hielt, auf dem Neuen Luisenstädtischen Friedhof.[182]
- 3. November 1932 (in Duisburg): Heinrich Hammacher (* 5. Juni 1914), SA-Mann, Schmied. Mitglied des SA-Sturms 33 in Duisburg-Meiderich. Am 2. November 1932 auf dem Heimweg von einer Versammlung gegen 23.00 Uhr auf der Sandstraße von einer Bahnunterführung beschossen. Er erlitt zwei Kugeln in Kopf und Brust und erlag seinen Verletzungen gegen Mittag des nächsten Tages im Krankenhaus. Die Sandstraße wurde später nach ihm in Heinrich-Hammacher-Straße benannt.[183]
- 4. November 1932: Kurt Reppich (* 24. Juni 1886), SA-Mann (Scharführer), Zollkommissar; trat am 1. Oktober 1906 in die preußische Finanzverwaltung ein (1921 Zollinspektor, 1929 Bezirkszollkommissar), war im Zollkommissariat am Dönhoffplatz tätig; Mitglied des SA-Sturms 14; beim Berliner-Verkehrsarbeiterstreik vom November 1932 am Straßenbahn-Bahnhof Belziger Straße von einem Polizisten erschossen und nach der Einlieferung ins Sankt-Norbert-Krankenhaus verstorben. Am Hause Martin-Luther-Straße 26 wurde eine Gedenktafel für ihn angebracht. 1935 im Rathaus Schöneberg eine weitere. Außerdem trugen das Grenzschutz-Lager Arsweiler und ein Zollboot sowie eine Schule in Saargemünd seinen Namen.[184]
- 5. November 1932: Hans/Johann Cyranka (* 10. Oktober 1910), SS-Mann. Cyranka wurde am 31. Oktober 1932 bei einer politischen Auseinandersetzung von SS-Leuten und Reichsbannerleuten in Hamburg in den Bauch geschossen. Er starb einige Tage später im Krankenhaus Seine angeblichen Mörder wurden nach 1933 in Reichsbannerkreisen ermittelt.[185]
- 7. November 1932: Oskar Mildner (* 11. August 1907), SA-Mann (Scharführer), Konditorgehilfe. Mildner war Prokurist der Firma Klopfer in Chemnitz. Mildner wurde bei einer Auseinandersetzung von SA-Leuten und Kommunisten in der Nacht vom 6. zum 7. November 1932 (Tag der Reichstagswahl) an der Ecke Kanzler- und Henriettenstraße gegen 2.00 Uhr nachts am 7. November 1932 durch Messerstiche schwer verletzt und starb kurz darauf im Küchwaldkrankenhaus. 1933 wurde eine Straße in Chemnitz nach ihm benannt (zum 1. Juli 1945 wurde diese wieder umbenannt). Außerdem erhielt ein SA-Sturm seinen Namen. Das Kampflied des Sturms 11/104 trug seinen Namen (Mildner-Lied)[186]
- 28. November 1932 (in Brackwede): Eduard Elbrächter (* 28. März 1891), SA-Mann (Truppführer). Elbrächter geriet am Abend des 27. November 1932 in einer Gaststätte in Bielefeld-Brackwede in einen Streit mit dem Polizeianwärter Lutterklas, dieser verließ das Lokal kurz, kehrte mit seiner Dienstwaffe zurück und verletzte Elbrächter mit zwei Schüssen in den Unterleib tödlich. Elbrächter starb am 28. November 1932 an seinen Verletzungen. In Erinnerung an ihn erhielt der SA-Sturm 4 1936 die Bezeichnung „Sturm 4/174 Eduard Elbrächter“.[187]
- 9. Dezember 1932 (in Barmen): Ernst Bich (* 23. Oktober 1906), SA-Mann (Scharführer), Kellner. Bichmann geriet am 7. Dezember 1932 gegen 3.00 Uhr in der Wertherhofstraße in Barmen mit einer größeren Anzahl von Personen in Streit. Als Polizeibeamten dazukamen, flüchtete Bichmann und gab auf die Verfolger aus einem Revolver Schüsse ab. Als die Polizisten das Feuer erwiderten, wurde er verletzt und ins städtische Krankenhaus eingeliefert, wo er zwei Tage später an seinen Verletzungen (Bauchschuss) starb. Die NS-Presse charakterisierte ihn als Opfer sozialdemokratischer Übergriffe. In der Siedlung Neuss-Reuschenberg wurde im Dezember 1937 eine Straße nach ihm benannt.[188]
- 25. Dezember 1932 (in Bottrop): Vinzenz Szczotok (* 3. April 1909), Mitglied der NS-Betriebszellenorganisation, Bergmann, 1932 in die Nationalsozialistische Betriebszellenorganisation in Bottrop eingetreten, am 24. Dezember 1932 von Kommunisten, die ihn mit dem gerade aus dem Gefängnis entlassenen SA-Mann Contura vom Sturm 1/137 verwechselten, beim Öffnen seiner Wohnungstür durch Schüsse in Bauch, Arm und Schulter verletzt.[189]

### 1933
- 1. Januar 1933 (in Berlin): Walter Wagnitz (* 23. Juli 1916), Mitglied der Hitlerjugend, Schneiderlehrling; Mitglied der Schar 3 Kameradschaft Pharus der Hitlerjugend; Wagnitz wurde in den Morgenstunden des 1. Januar 1933 vor einem Lokal in der Utrechter Straße in Berlin-Wedding, wo seine HJ-Schar Silvester feierte, von Kommunisten durch einen Bruststich verletzt. Er starb kurz darauf im Virchow-Krankenhaus. Der der Tat verdächtige Kommunist Sarow wurde am 7. Januar vom Haftrichter wegen mangelnder Verdachtsmomente freigelassen, was zu heftigen Angriffen der NS-Presse auf die Justiz führte. Sein Begräbnis auf dem Luisenstädtischen Friedhof am 8. Januar 1933 wurde von Joseph Goebbels als eine propagandistische Großveranstaltung inszeniert: Reden von Goebbels und Baldur von Schirach am Grab von Wagnitz folgte eine Demonstration im Lustgarten. Im Wedding wurde am 27. März 1933 die Wagnitzstraße nach ihm benannt. Sie trug diesen Namen bis zum 31. Juli 1947 (heute: Utrechter Straße). Außerdem erhielt der HJ-Bann 6 den Beinamen „Walter Wagnitz“. Zudem wurden die schwimmende Jugendherberge an der Berliner Hansabrücke und das Jugendheim in der Ackerstraße nach ihm benannt.[190]
- 8. Januar 1933 (in Berlin): Erich Sagasser (* 9. Dezember 1909), SA-Mann, Arbeiter. Sagasser war ein Mitglied des Sturms 12/16. Am 23. Dezember 1932 überfiel ein SA-Trupp das Verkehrslokal der KPD in der Havelsbergerstraße 9. Als die Überfallenen sich zur Wehr setzten, wurde der SA-Mann Erich Sagasser schwer verletzt. Er starb am 8. Januar 1933 an seinen Verletzungen im Krankenhaus. Die NS-Propaganda behauptete stattdessen, dass Sagasser auf dem Heimweg vom Trupplokal des Moabiter Sturms 66/6 zusammen mit anderen SA-Leuten am Stephansplatz von Kommunisten überfallen und vor dem Haus Havelberger Straße 9 durch einen Messerstich in den Unterleib schwer verletzt worden sei. Er wurde auf dem Luisenstädtischen Friedhof bestattet. Der SA-Sturm 6/2 erhielt in Erinnerung an ihn den Beinamen „Erich Sagasser“. In Berlin wurde außerdem der Sagasserplatz im Tiergarten nach ihm benannt (20. Mai 1937 bis 31. Juli 1947), heute Stephanplatz.[191]
- 13. Januar 1933: Erich Stenzel (* 27. April 1903), SA-Mann (Scharführer), Maler; Mitglied des SA-Sturms 76 in Wilmersdorf; am 5. Januar 1933 vor seiner Wohnung von Kommunisten niedergeschlagen. Er starb am 13. Januar an seinen Kopfverletzungen. Nach ihm wurde der Berliner SA-Sturm 2/7 benannt. Parteioffiziell galt Stenzel als letzter Toter der NSDAP während der „Kampfzeit“. Er wurde am 23. Januar 1933 auf dem Friedhof Schöneberg bestattet.
- 18. Januar 1933 (in Iserlohn): Hans Bernsau (* 22. Oktober 1905), SA-Mann, Kaufmann, Handlungsgehilfe. Bernsau trat 1926 in Schleswig und erneut am 3. Mai 1927 bei der Ortsgruppe Iserlohn in die NSDAP ein. 1929 wurde er Bezirksgeschäftsführer der Partei im Sauerland. Ab 1931 wirkte er als Gauredner. Am 11. Januar 1932 erhielt er aufgrund öffentlicher Angriffe auf den amtierenden Reichskanzler Heinrich Brüning Redeverbot. Am 18. Januar 1933 erlitt Bernsau bei einem Angriff von Kommunisten auf das SA-Heim am Westbahnhof in Iserlohn mehrere Schussverletzungen, an denen er starb. Der Schütze konnte in der nachfolgenden staatsanwaltschaftlichen Voruntersuchung nicht ermittelt werden. Nach dem Regierungsantritt der Nationalsozialisten wurde im Mai 1933 der Kraftfahrer Franz Schidzig als vermeintlicher Schütze verhaftet. Dieser gab – wahrscheinlich unter Folter – ein Geständnis ab, das er vor Gericht widerrief. Dennoch wurde Schidzig vom Landgericht Hamm am 22. September 1933 des Mordes an Bernsau für schuldig befunden und zum Tode verurteilt. Im September 1934 wurde er hingerichtet. Nach dem Krieg wurde der Fall neu aufgerollt. Am 14. September 1957 fand vor dem Schwurgericht in Hagen ein Aufarbeitungsprozess zum Ball Bernsau statt. Damals wurde festgestellt, dass nicht der hingerichtete Schidzig, sondern Hans Bernsaus Bruder Oskar Bernsau – ebenfalls ein SA-Mann, der den Bruder aus Versehen in den Rücken geschossen hatte – die tödlichen Schüsse abgegeben hatte. Das Urteil von 1933 wurde daraufhin 1958 aufgehoben. 1933 waren die wahren – für die Nationalsozialisten kompromittierenden – Tatumstände vertuscht worden und stattdessen eine für die NS-Propaganda tauglichere Version verbreitet worden, die es ermöglichte, Hans Bernsau als Parteimärtyrer zu vereinnahmen. In der Folge erhielt der SA-Sturmbann II/123 in Iserlohn 1933 in Erinnerung an Bernsau die Bezeichnung „Hans Bernsau“. Zudem wurden nach 1933 zahlreiche Straßen nach ihm benannt: So erhielt u. a. am 20. April 1933 der Bahnhofsvorplatz in Iserlohn, wo er gestorben war, den Namen „Hans-Bernsau-Platz“. Des Weiteren wurde der Amalienplatz in Schleswig am 25. August 1934 in Hans-Bernsau-Platz umbenannt. Zudem gab es Hans-Bernsau-Straßen in Schleswig, Hagen, Menden und Dortmund.[192]
- 20. Januar 1933 (in Düsseldorf): Fritz Wetekam (* 10. November 1878), SA-Mann (Truppführer), Fabrikschmied und Hausmeister. Wetekam war Mitglied des SA-Sturmes 13/39 in Düsseldorf. In der Nacht vom 19. zum 20. Januar 1933 wurde Wetekams Trupp nach einem Saalschutzeinsatz in Düsseldorf-Bilk auf dem Weg zurück zu seinem Sturmlokal in der Luisenstraße beim Passieren eines kommunistischen Verkehrslokals von Kommunisten angegriffen. Bei der Auseinandersetzung erlitt Wetekam einen Lungenschuss. Er verstarb schwer verletzt auf dem Weg zum Krankenhaus. Indizien sprechen dafür, dass der Schuss ihn von hinten traf und von einem anderen SA-Mann abgegeben wurde, so dass ein hohes Maß an Wahrscheinlichkeit dafür spricht, dass er aus Versehen von den eigenen Leuten getötet wurde.[193]

Nach der Regierungsübernahme durch die Nationalsozialisten getötete Personen:
- 5. Februar 1933 (in Bochum): Paul Dietrich Paßmann (* 27. April 1903), SA-Truppführer in Bochum-Hiltrop, sog. „Blutzeuge“; Bergschüler, Truppführer (Sturm 14/17), nach NS-Angaben auf dem Nachhauseweg kurz vor Erreichen seiner Wohnung in Bochum-Gerthe von Kommunisten überfallen und durch Schüsse in Bauch, Lunge und Kopf tödlich verletzt; geführt als „Ermordeter des Gaues Westfalen-Süd“ auf dem Gauehrenmal im Haus der Gauleitung in Bochum.
- 21. Juni 1933 (in Berlin-Köpenick): Walter Apel, SA-Scharführer, Werkzeugschlosser. Anlässlich eines Überfalls eines SA-Trupps auf das Haus des Gewerkschafters Johann Schmaus in der Alten Dahlwitzer Straße 2 m Bezirk Köpenick am Abend des 21. Juni 1933 schoss Schmaus’ Sohn Anton Schmaus in Notwehr Apel sowie zwei weitere SA-Männer (Robert Gleuel und Wilhelm Klein) nieder, wobei diese tödliche Verletzungen erlitten. Anton Schmaus wurde, nachdem er sich gestellt hatte, schwer misshandelt und starb am 16. Januar 1934 an den Folgen. Die SA führte zur allgemeinen Vergeltung für den Tod der drei getöteten SA-Männer die als Köpenicker Blutwoche bekannt gewordene Gewaltaktion im Bezirk Köpenick durch, wobei mindestens 23 andersgesinnte Personen ermordet wurden oder so schwer misshandelt wurden, dass sie an den Folgen starben. Hunderte weitere Personen (Sozialdemokraten, Kommunisten, Juden und andere Missliebige) wurden misshandelt. Die drei getöteten SA-Männer wurden zu Märtyrern verklärt. Im Radio wurden zu ihrem Andenken mehrere Tage ernste Stücke gespielt und es wurde ein großer Fackelmarsch für sie durchgeführt. Für Gleuel und Apel, die zuerst starben, wurde anlässlich ihrer Beisetzung am 26. Juni ein Aufmarsch der Köpenicker SA durchgeführt, den Joseph Goebbels anführte. Zum Staatsbegräbnis erschienen 100.000 Personen. Die Grabrede hielt Goebbels. Gleuel und Apel wurden auf dem Friedhof in der Rudower Straße in Köpenick gemeinsam in einer Gruft beigesetzt. Später wurde die Alte Dahlwitzer Straße zum Andenken an Apel in „Walter-Apel-Straße“ umbenannt.[194]
- 22. Juni 1933 (in Berlin-Köpenick): Robert Gleuel, SA-Sturmführer, Schlächter. Anlässlich eines Überfalls eines SA-Trupps auf das Haus des Gewerkschafters Johann Schmaus in der Alten Dahlwitzer Straße 2 im Bezirk Köpenick am Abend des 21. Juni 1933 schoss Schmaus’ Sohn Anton Schmaus in Notwehr Gleuel sowie zwei weitere SA-Männer (Walter Apel und Wilhelm Klein) nieder, wobei diese tödliche Verletzungen erlitten. Gleuel erlitt einen Bauchschuss, an dem er im Krankenhaus starb. Anton Schmaus wurde, nachdem er sich gestellt hatte, schwer misshandelt und starb am 16. Januar 1934 an den Folgen. Die SA führte zur allgemeinen Vergeltung für den Tod der drei getöteten SA-Männer die als Köpenicker Blutwoche bekannt gewordene Gewaltaktion im Bezirk Köpenick durch, wobei mindestens 23 andersgesinnte Personen ermordet wurden oder so schwer misshandelt wurden, dass sie an den Folgen starben. Hunderte weitere Personen (Sozialdemokraten, Kommunisten, Juden und andere Missliebige) wurden misshandelt. Die drei getöteten SA-Männer wurden zu Märtyrern verklärt. Im Radio wurden zu ihrem Andenken mehrere Tage ernste Stücke gespielt und es wurde ein großer Fackelmarsch für sie durchgeführt. Für Gleuel und Apel, die zuerst starben, wurde anlässlich ihrer Beisetzung am 26. Juni ein Aufmarsch der Köpenicker SA veranstaltet, den Joseph Goebbels anführte. Zum Staatsbegräbnis erschienen 100.000 Personen. Die Grabrede hielt Goebbels. Gleuel und Apel wurden auf dem Friedhof in der Rudower Straße in Köpenick gemeinsam in einer Gruft beigesetzt. Später wurde der Dahlwitzer Platz zum Andenken an Gleuel in „Robert-Gleuel-Platz“ umbenannt.[195]
- 27. Juni 1933 (in Berlin-Köpenick): Wilhelm Klein, SA-Mann, Hausdiener. Anlässlich eines Überfalls eines SA-Trupps auf das Haus des Gewerkschafters Johann Schmaus im Bezirk Köpenick am Abend des 21. Juni 1933 schoss Schmaus’ Sohn Anton Schmaus in Notwehr Klein sowie zwei weitere SA-Männer (Robert Gleuel und Walter Apel) nieder, wobei die drei tödliche Verletzungen erlitten. Klein wurde schwer verletzt ins Krankenhaus gebracht. Dort rang er mehrere Tage um sein Leben, bevor er am 27. Juni 1933 starb. Während der Tage seiner Agonie wurde er u. a. von Joseph Goebbels am Krankenbett besucht. Anton Schmaus wurde, nachdem er sich gestellt hatte, schwer misshandelt und starb am 16. Januar 1934 an den Folgen. Die SA führte zur allgemeinen Vergeltung für den Tod der drei SA-Männer die als Köpenicker Blutwoche bekannt gewordene Gewaltaktion im Bezirk Köpenick durch, wobei mindestens 23 andersgesinnte Personen ermordet wurden oder so schwer misshandelt wurden, dass sie an den Folgen starben. Hunderte weitere Personen (Sozialdemokraten, Kommunisten, Juden und andere Missliebige) wurden misshandelt. Die drei getöteten SA-Männer wurden zu Märtyrern verklärt. Im Radio wurden zu ihrem Andenken mehrere Tage ernste Stücke gespielt und es wurde ein großer Fackelmarsch für sie durchgeführt. Für Gleuel und Apel, die zuerst starben, wurde anlässlich ihrer Beisetzung am 26. Juni ein Aufmarsch der Köpenicker SA durchgeführt, den Joseph Goebbels anführte. Zum Staatsbegräbnis erschienen 100.000 Personen. Die Grabrede hielt Goebbels.[196]

## Aktualität

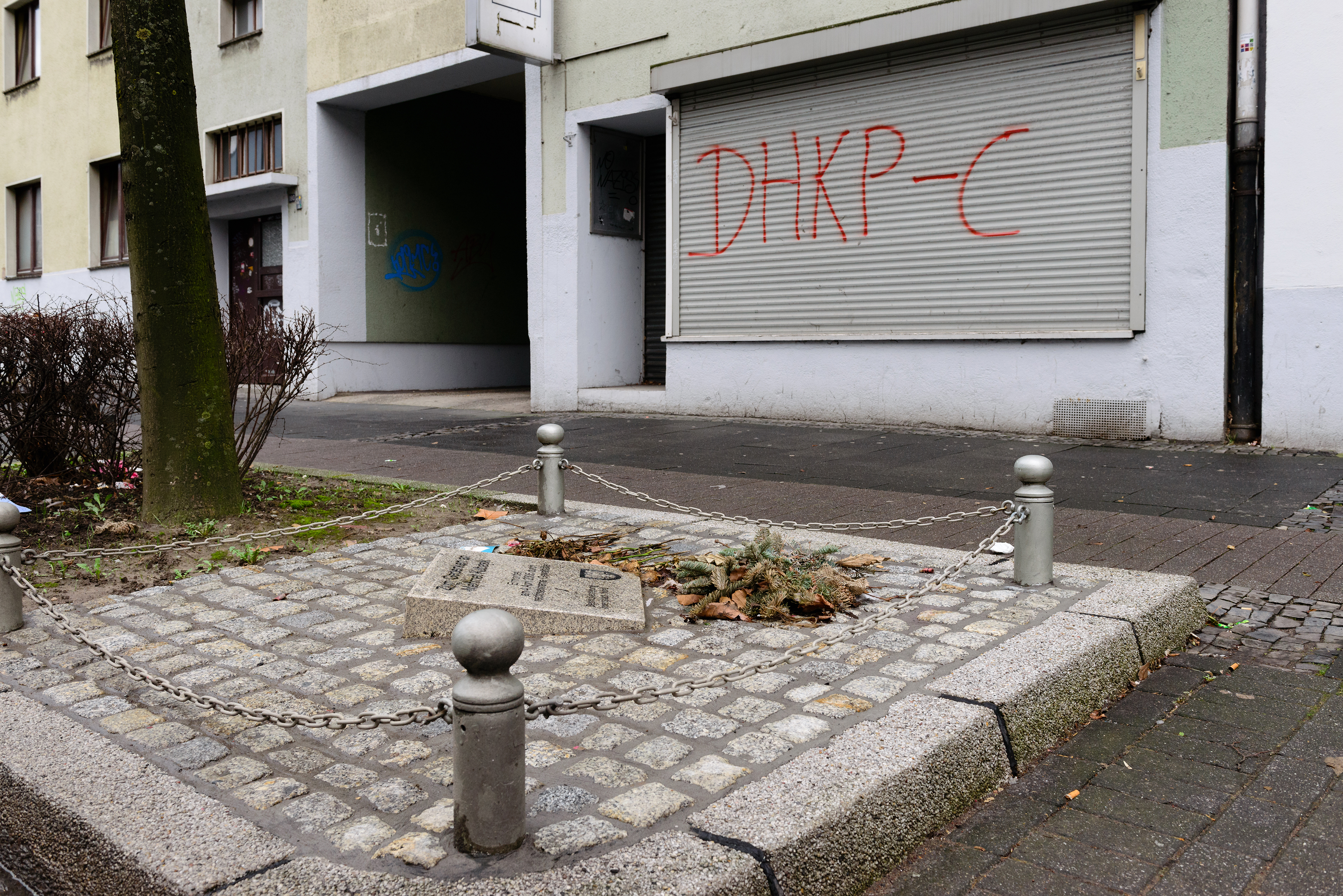
Tatort der Erschießung Mehmet Kubaşıks in Dortmund, mit Gedenkstätte

Neonazistische Kreise verehren viele der „Toten der Bewegung“ bis in die Gegenwart als „Helden“ oder „Widerstandskämpfer gegen die Weimarer Republik“. Sie treiben einen Kult um sie, der sich in fragwürdigen Publikationen, in digitalen „Gedenkschreinen“ im Internet, im Niederlegen von Kränzen an Gräbern dieser „Märtyrer“ sowie in der Benennung rechtsextremer „Kameradschaften“ nach ihnen ausdrückt. Diese Art der „Erinnerungskultur“ verfolgt zugleich propagandistische Zwecke, wurde indes durch den Verfassungsschutz jahrelang vernachlässigt.
Im NSU-Untersuchungsausschuss des Landtags NRW wurde 2016 als These für ein mögliches Muster der Tatorte des rechtsterroristischen Nationalsozialistischen Untergrunds (NSU) erwogen, die Orte der Morde und Sprengstoffanschläge könnten vom NSU gewählt worden sein, weil sich in ihrer Nähe Todesorte oder Begräbnisstätten von vor 1933 getöteten Angehörigen der NS-Bewegung („Blutzeugen“) befanden.
Solche Bezüge lassen sich für mehrere Tatorte der NSU-Mordserie, bei der zwischen 2001 und 2006 neun Männer mit Migrationshintergrund erschossen wurden, finden. So befand sich der Todesort des am 4. April 2006 in einem Kiosk an der Dortmunder Mallinckrodtstraße ermordeten Mehmet Kubasik in der Nähe der Grabstätte des am 6. Dezember 1930 erschossenen SA-Mannes Adolf Höh. Beide Tatorte lagen rund 500 Meter voneinander entfernt. Die rechtsextreme „Kameradschaft Dortmund“ hatte sich 2002 in „Sturm 11/Adolf Höh“ umbenannt. In Kassel wurde am 6. April 2006 Halit Yozgat umgebracht. Auf dem Friedhof gegenüber dem Tatort liegt der SA-Mann Heinrich Messerschmidt begraben, der am 18. Juni 1930 bei einer Straßenschlacht nahe der Kneipe „Stadt Stockholm“ getötet worden war. In München wurde am 29. August 2001 Habil Kılıç wenige hundert Meter von einem Heldengedenkort der Nationalsozialisten und einem SA-Heim, das nach einem Blutzeugen benannt war, ermordet. Der vom NSU verübte Bombenanschlag auf ein Geschäft in der Kölner Probsteigasse 2001 fand in unmittelbarer Nachbarschaft zum Hansaplatz statt, auf dem 1933 der SA-Mann Walter Spangenberg erschossen worden. Später trug die neonazistische Kameradschaft in Köln den Namen „Kameradschaft Walter Spangenberg“.